# São Paulo
Cet article concerne la métropole brésilienne. Pour les autres significations, voir São Paulo (homonymie).
São Paulo (prononciation en portugais : /sɐ̃w̃ ˈpaw.lu/ ) ou Sao Paulo (« Saint-Paul » en français) est une ville du Sud-Est du Brésil. 
Avec ses douze millions d'habitants estimés par les statistiques gouvernementales en 2020,, c'est la plus grande ville du Brésil et d'Amérique du Sud. C'est également la ville qui compte le plus de lusophones au monde. La région métropolitaine de São Paulo est l'une des plus peuplées du continent américain, avec celles de Mexico et New York, et la cinquième du monde. Capitale de l'État de São Paulo — le plus peuplé du pays — et principal centre financier, commercial et industriel de l'Amérique latine, elle est de fait la capitale économique du Brésil.
Fondée en 1554 par des jésuites portugais, la ville s'est développée grâce à l'or des mines environnantes jusqu'à la fin du XVIIIe siècle, puis a connu la prospérité grâce à la culture du café et du sucre. Du milieu du XIXe siècle au début du XXe siècle, elle connaît une forte industrialisation grâce à un afflux d'immigrants italiens, portugais, espagnols, allemands, arabes et japonais. Au siècle dernier, elle est devenue petit à petit le cœur économique du Brésil, avec son quartier d'affaires autour de l'Avenue Paulista, accueillant la Bourse de São Paulo et des sièges de grandes entreprises brésiliennes et internationales. Son PIB est le plus important d'Amérique latine et de l'hémisphère sud.
La ville compte de nombreux monuments, parcs ou musées comme le Mémorial de l'Amérique Latine, le Parc d'Ibirapuera, le Museu Paulista, le Musée d'art de São Paulo ou le Musée de la langue portugaise. Elle accueille également d'importants événements sportifs et artistiques, comme la Biennale d'art, la Fashion Week de São Paulo, l'Open du Brésil de tennis et le Grand Prix automobile du Brésil. En 1950 et en 2014, São Paulo a été l'une des villes-hôtes de matchs de la Coupe du monde de football. Chaque année s'y déroule aussi la plus grande gay pride au monde. Enfin, s'y trouvent la plupart des plus grands gratte-ciel du Brésil, dont Mirante do Vale, Itália et le Banespa Building.
Les habitants de São Paulo et de sa région se nomment les Paulistes ou Paulistanos. La ville est très fréquemment surnommée « Sampa » par les habitants, et fut parfois appelée la « Cité de la bruine ». Elle est connue pour son climat imprévisible, son architecture — et notamment ses gratte-ciel —, sa gastronomie, ses embouteillages gigantesques et le nombre d'hélicoptères survolant la ville. São Paulo est considérée comme une ville mondiale, et connaît depuis les années 2000 l'une des plus fortes croissances économiques au monde.
En 2019, Sao Paulo a rejoint le mouvement Fab City, suivant l'appel lancé par le maire de Barcelone, Xavier Trias, à ce que toutes les villes du monde deviennent autosuffisantes pour 2054.

## Histoire
L'histoire de la ville de São Paulo est parallèle à l'histoire du Brésil tout au long de ses 460 ans d'existence environ, contre plus de cinq cents ans d'arrivée des Européens dans le pays. Bien qu'elle ait été marquée par une relative inexpressivité, tant du point de vue politique qu'économique, au cours des trois premiers siècles qui ont suivi sa fondation, São Paulo s'est distinguée à diverses époques comme le théâtre de plusieurs tournants importants de l'histoire du pays.
São Paulo est apparue comme une mission jésuite, rassemblant dans ses premiers territoires des habitants d'origine européenne et indigène. Avec le temps, la ville a fini par se distinguer comme un centre commercial et de services d'une importance régionale relative. Cette caractéristique d'une ville commerciale à la composition hétérogène l'accompagne tout au long de son histoire.

### Fondation

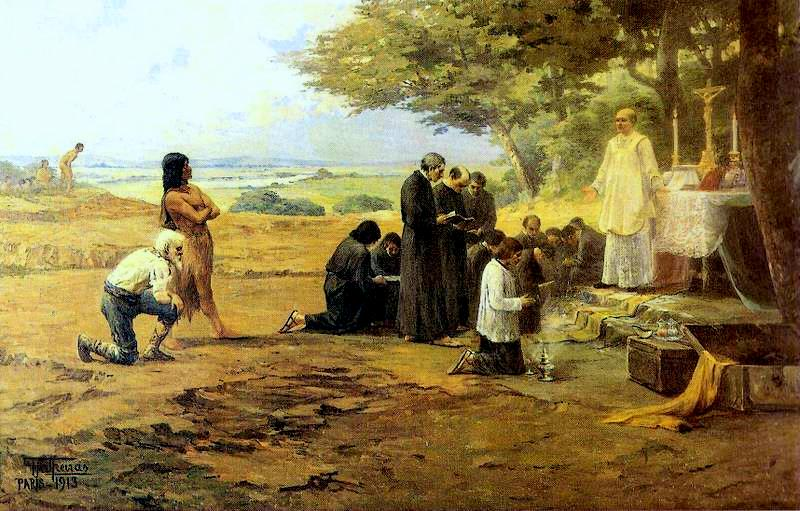
Fondation de São Paulo (tableau de 1913 par Antônio Parreiras.

Le village de São Paulo de Piratininga a été fondé le 25 janvier 1554, avec l'édification d'un collège jésuite, par douze prêtres, dont Manuel da Nóbrega et José de Anchieta, au sommet d'une colline escarpée, entre les rivières Anhangabaú et Tamanduateí. Ce collège, un bâtiment rudimentaire en pisé, avait pour objectif la conversion au catholicisme des Indiens qui vivaient dans la région du plateau de Piratininga, séparée du littoral par la Serra do Mar.
Le nom « São Paulo » a été choisi car, selon le père José de Anchieta, dans une lettre adressée à ses supérieurs de la Compagnie de Jésus, le collège a été fondé un 25 janvier, jour où la liturgie catholique célèbre la conversion de l'apôtre Paul de Tarse :
« Le 25 janvier de l'An du Seigneur de 1554 nous célébrons, dans une très pauvre et étroite maisonnette, la première messe, le jour de la conversion de l'apôtre saint Paul, et, pour cette raison, nous lui dédions notre maison. »

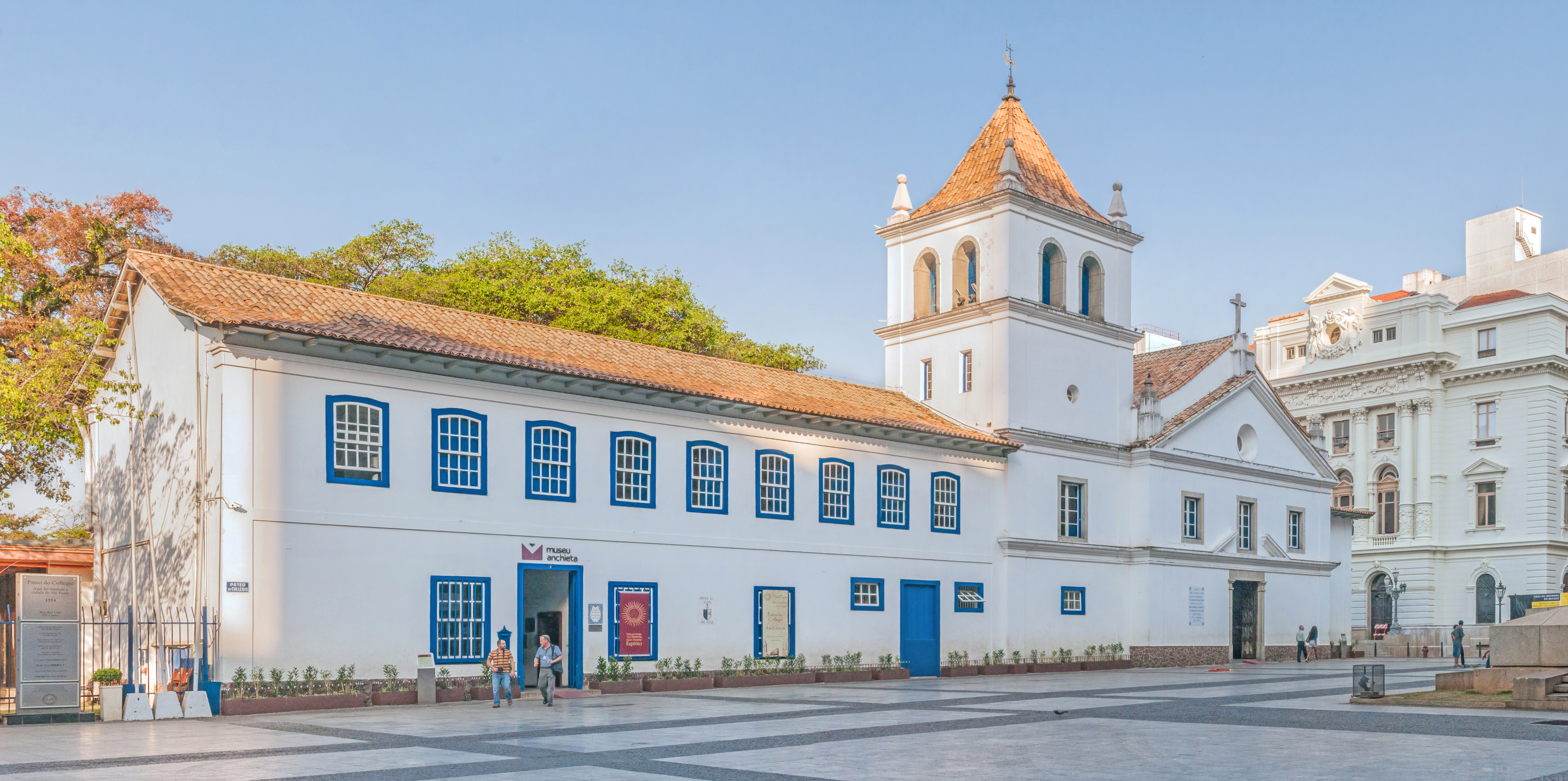
Pátio do Colégio, dans le vieux centre de São Paulo. Bâtiment érigé sur les lieux où la ville a été fondée.

Le peuplement de la région du Pátio do Colégio a commencé en 1560 quand Mem de Sá, gouverneur général du Brésil, visitant la capitainerie de São Vicente, a ordonné le transfert de la population du hameau de Santo André da Borda do Campo, créé par João Ramalho en 1553 aux environs du collège ; le site a été considéré comme plus adéquat à la défense contre les Indiens car situé en hauteur et flanqué d'une colline escarpée et d'un grand marécage, la Várzea do Carmo.
En raison du difficile accès à travers la Serra do Mar (en venant de Santos ou de São Vicente, il fallait monter à pied le « chemin du père José de Anchieta »), et en l'absence de ressources naturelles, São Paulo est restée pendant les deux siècles suivants un village pauvre et isolé du littoral, centre d'activité de la colonie. São Paulo a été longtemps le seul village de l'intérieur du Brésil. Il se maintenait grâce à l'agriculture vivrière et à la capture d'esclaves indiens. Ces expéditions de capture, appelées « bandeiras » (et les expéditionnaires, bandeirantes), ont été à l'origine de l'exploration et de l'expansion du territoire brésilien, et de la découverte de vastes dépôts d'or et de diamants dans l'intérieur sauvage.
Le 22 mars 1681, le marquis de Cascais, donataire de la capitainerie de São Vicente, transfère la capitale de la capitainerie au village de São Paulo. La nouvelle capitale est établie le 23 avril 1683, lors de grandes fêtes publiques.
La découverte d'or dans la région du Minas Gerais, pendant les années 1690, attire l'attention du royaume sur São Paulo. On crée le 3 novembre 1709 la nouvelle « Capitainerie royale de São Paulo et Mines d'or ». Le 11 juillet 1711, le village de São Paulo est élevé au rang de ville.
Vers 1720, les bandeirantes découvrent de l'or à l'emplacement actuel des villes de Cuiabá et de Goiás, marquant l'expansion du territoire brésilien au-delà du méridien du traité de Tordesillas.
Quand l'or s'épuise, à la fin du XVIIIe siècle, l'économie se déplace vers la culture du sucre, qui se répand dans la capitainerie de São Paulo, et la production est exportée à partir du port de Santos. C'est à cette époque que l'on construit la première voie entre São Paulo et le littoral, la Calçada do Lorena.

### Période impériale

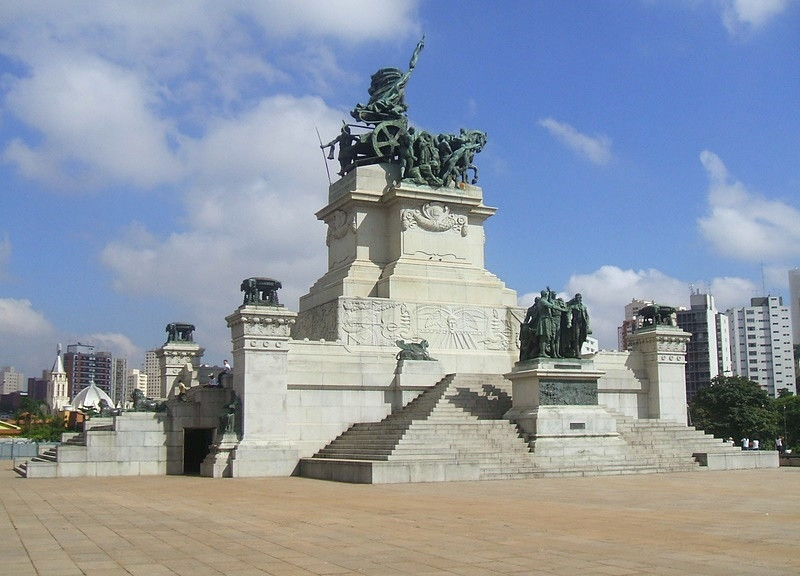
Monument à l'Indépendance dans le parc de l'Indépendance, situé à l'endroit même où Pierre Ier a proclamé l'indépendance du Brésil.

Lors de l'indépendance du Brésil qui est déclarée à l'endroit où se situe aujourd'hui le monument de l'Ipiranga, São Paulo a reçu le titre de « Ville impériale », conféré par don Pierre Ier du Brésil en 1823.
En 1827, la création d'une cour juridique au couvent de Saint-François (qui sera à l'origine de la future faculté de droit de la place Saint-François) va donner une nouvelle impulsion à la ville, avec le flux d'étudiants et de professeurs, d'où la dénomination de « Ville Impériale et Bourg des étudiants de São Paulo de Piratininga ».
Un autre facteur du développement de São Paulo a été l'expansion de la production de café, initialement dans la région du Val du Paraíba paulista, puis dans les régions de Campinas, Rio Claro, São Carlos, Franca et Ribeirão Preto. À partir de 1867, la ville bénéficie d'un chemin de fer passant par un parcours acrobatique, le São Paulo Railway, nommé « l'Anglaise » car bâti par des Anglais, qui relie l'intérieur de la province de São Paulo au port de Santos et facilite l'exportation du café en grandes quantités.
À la fin du XIXe siècle sont créées plusieurs autres voies ferrées qui relient l'intérieur à São Paulo, faisant de la cité le point de jonction de tous les chemins de fer de la province. La production et l'exportation du café permettent à la ville et à la province de croître économiquement et démographiquement.
Du milieu du XIXe siècle au début du siècle suivant cette région reçoit une multitude d'immigrants, la plus grande partie ayant été celle d'Italiens, dont beaucoup se sont déplacés vers la capitale. Les premières industries s'installent.

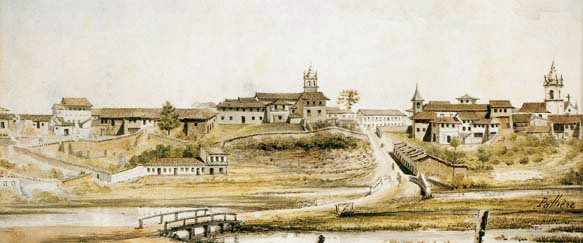
São Paulo en 1821. Aquarelle d'Arnaud Julien Pallière, représentant la Várzea do Carmo (Marécage du Carmel).

### Vieille République

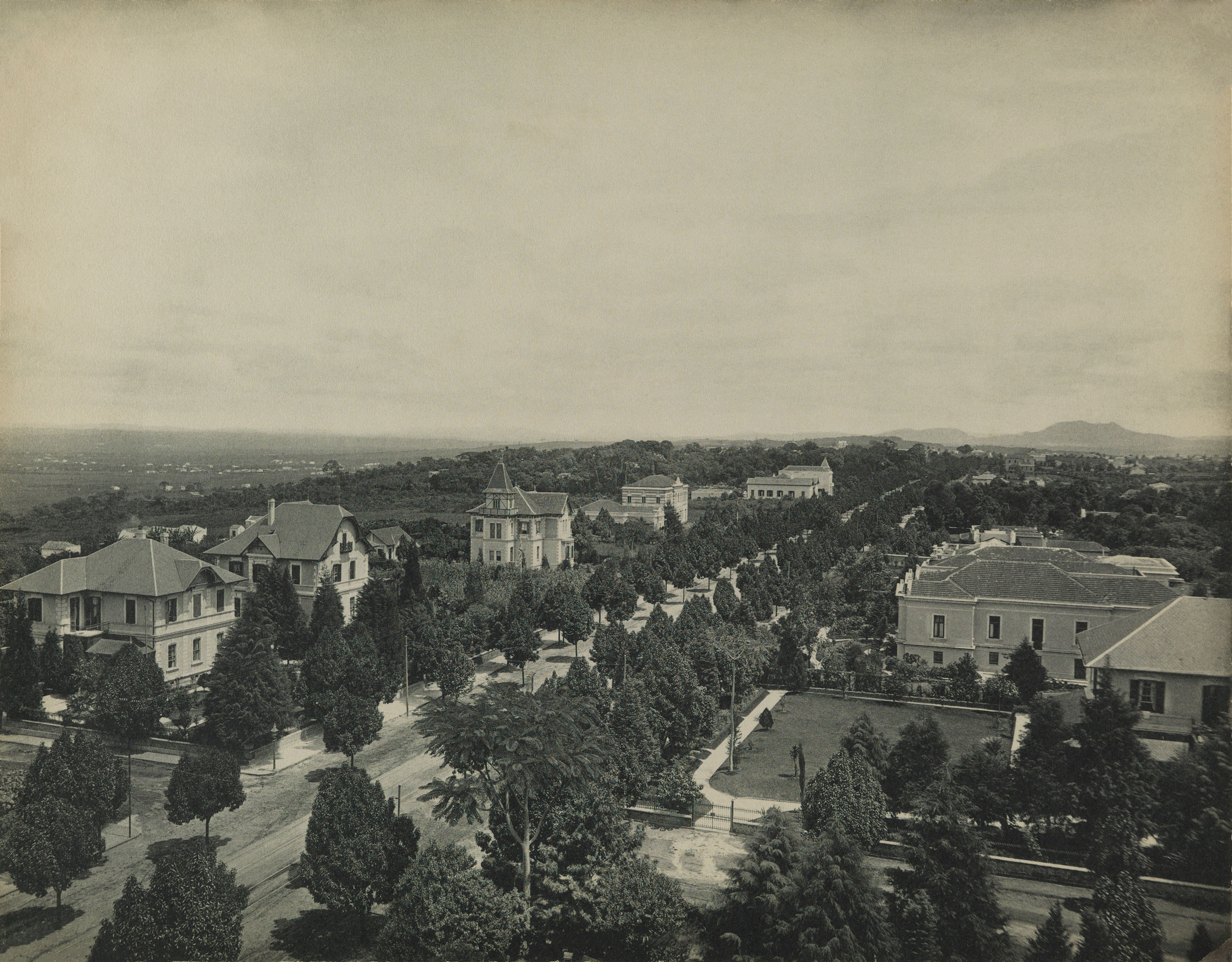
Carte postale de l'avenue Paulista en 1902.

Lorsque décline le Second Royaume et que commence la Vieille République, la ville de São Paulo, tout comme l'État de São Paulo, continue de bénéficier d'un grand développement économique et démographique, aidé encore par la « politique du café au lait » et par l'immigration européenne massive.
Durant la Vieille République (1889-1930), São Paulo passe du statut de centre régional à celui de métropole nationale, en s'industrialisant et en atteignant son premier million d'habitants en 1928. Son plus grand développement démographique se situe dans les années 1890, où la population double. Le pic de la période du café est représenté par l'édification de la seconde gare de la Luz (le bâtiment actuel) à la fin du XIXe siècle et par l'inauguration de l'avenue Paulista en 1891, où commencent à se multiplier les édifices.
La vallée de l'Anhangabaú est transformée en jardin public et la zone située sur sa rive gauche est dénommée le « Nouveau Centre ». Le siège du gouvernement pauliste est déplacé au début du XXe siècle du Pátio do Colégio aux Campos Elísios (un quartier qui tire son nom des Champs-Élysées de Paris).

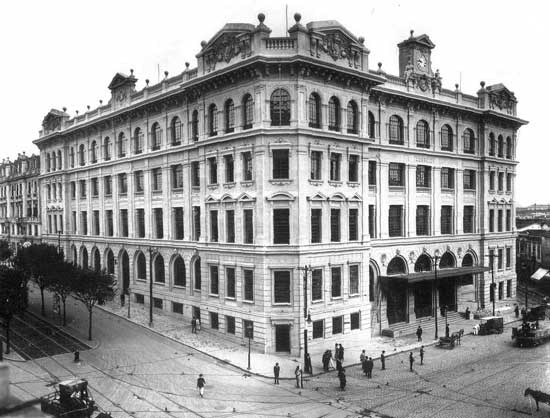
Palais de la Poste en 1922.

Les améliorations réalisées par le conseiller Antônio da Silva Prado, le baron de Duprat et le Dr Washington Luís contribuent au développement de la ville : certains auteurs estiment que la ville a été démolie et reconstruite dans son intégralité durant cette période. Connaissant un important accroissement industriel, l'agglomération urbaine s'étend rapidement au XXe siècle, plusieurs lotissements s'établissant sur des zones autrefois rurales.
À partir des années 1920, le cours du Rio Pinheiros est rectifié et inversé pour alimenter l'usine hydroélectrique Henry-Borden ; dans cette zone les inondations cessent, ce qui permet la construction dans la zone sud de São Paulo d'un lotissement de grand standing connu aujourd'hui sous le nom « Les Jardins ».

### De 1930 à nos jours

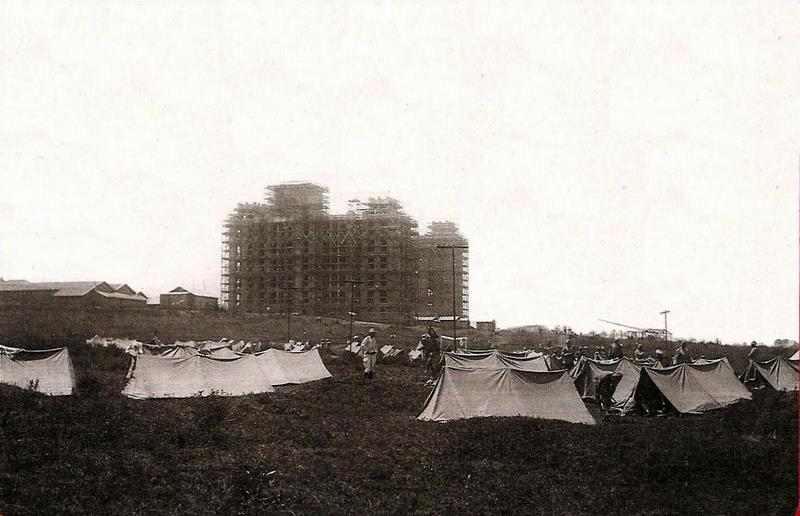
Troupes de gauchos campées devant l'Institut biologique (futur Parc d'Ibirapuera) pendant la révolution constitutionnaliste de 1932.

En 1932 São Paulo se mobilise lors d'un grand mouvement civique : la révolution constitutionnaliste, où toute la population s'engage dans la guerre contre le « Gouvernement provisoire » de Getúlio Vargas.
Durant la Seconde Guerre mondiale, les crises de la culture du café et les embargos du commerce international concourent au développement de l'industrie agricole qui devient la plus importante activité économique de l'État de São Paulo, dont la capitale est le siège de la plupart de ces nouvelles entreprises. En 1947, São Paulo est reliée au littoral par sa première autoroute revêtue d'asphalte, la « voie Anchieta », construite sur l'ancien chemin du père José de Anchieta. En 1954, le quatrième centenaire de la fondation de la cité est célébré en grande pompe et le Parc d'Ibirapuera est inauguré. Durant cette décennie, la plupart des bureaux financiers se déplacent du centre historique à l'avenue Paulista, remplaçant les anciens bâtiments des barons du café par des immeubles.
Sous l'administration du maire Francisco Prestes Maia et du gouverneur Adhemar de Barros entre 1938 et 1966 la ville est marquée par de nombreux ouvrages publics, comme le « plan d'avenues de São Paulo », la rectification du Tietê, le campus de l'université de São Paulo, le stade du Pacaembu, le circuit d'Interlagos, et le projet du métro (sa construction commence en 1968, pendant le mandat du maire José Vicente de Faria Lima, et il est inauguré en 1974).

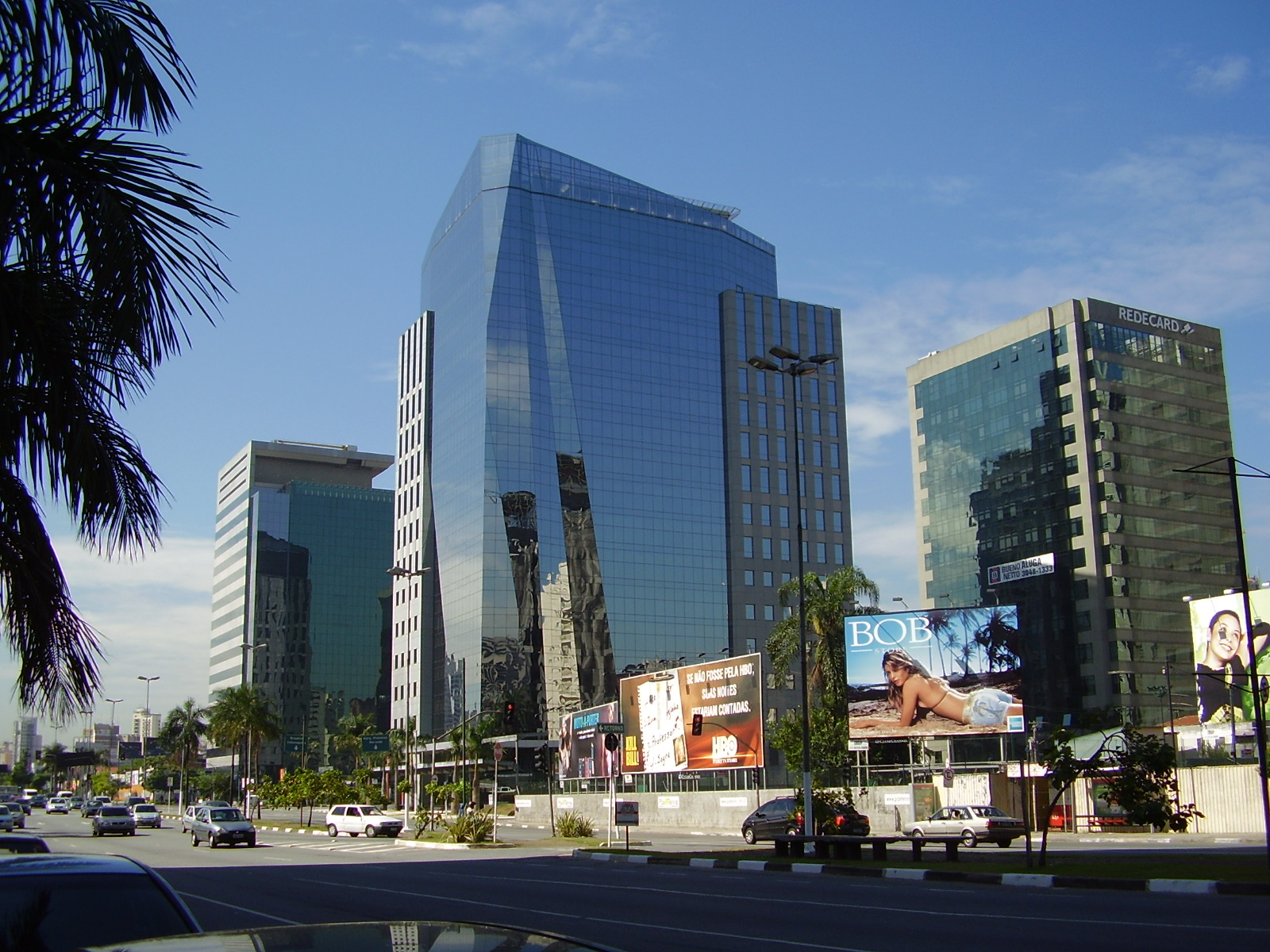
Vila Olímpia, quartier aux environs de l'avenue Faria Lima, symbole du changement de profil économique de la ville.

La croissance est moindre à cause de la concurrence dans le secteur industriel d'autres régions du Brésil. Les dernières décennies ont vu une claire transformation de son profil économique, qui devient de moins en moins industriel, les services et les entreprises commerciales prenant une importance croissante, à tel point que São Paulo est considérée aujourd'hui comme un centre commercial majeur de l'Amérique latine.
En 2014, São Paulo et sa périphérie (21 millions de personnes) connaissent une pénurie d'eau d'une ampleur inédite qui « a failli aboutir à un scénario catastrophe ». Les quartiers aisés s'approvisionnent par camions pour atténuer les effets des coupures de l'eau courante mais les pauvres se sont retrouvés dans des situations extrêmes. L’approvisionnement habituel est finalement rétabli en février 2015 à la faveur de pluies suffisantes.
D'après une étude publiée par l’institut de recherches brésilien Centro de Ciência do Sistema Terrestre, la déforestation massive de l’Amazonie constitue la principale cause de la pénurie, la forêt exportant « de véritables fleuves aériens de vapeur d’eau ». La responsabilité de la société de gestion de l'eau, Sabesp, est également dénoncée : « Ils portent une vision purement financière, en conséquence de laquelle la Sabesp ne réalise que les interventions les plus simples sur le réseau, et laisse de côté les opérations plus complexes, qui coûtent plus cher ».

## Géographie

### Situation
Située dans le Sud du Brésil dans l'État de São Paulo (SP) sur le plateau de Piratininga à 760 mètres d'altitude, São Paulo a un climat de type subtropical, avec 18,5 °C de température moyenne. La ville est traversée par deux rivières, le Rio Tietê et le Rio Pinheiros qui confluent avant de traverser tout l'État de São Paulo et de se jeter dans le Rio Paraná. São Paulo est située à 358 km à l'ouest-sud-ouest de Rio de Janeiro, à 490 km au sud-ouest de Belo Horizonte et à 871 km au sud de Brasilia.
La population était de 11 037 593 habitants au recensement de 2009. La municipalité s'étend sur 1 523 km2.

### Climat
São Paulo possède, selon la classification de Köppen, un climat subtropical humide (Cfa). En effet la température du mois le plus froid est comprise entre 0 °C et 18 °C (juillet avec 15,8 °C) et la température du mois le plus chaud est supérieure à 10 °C (février avec 22,4 °C) 
Les précipitations du mois le plus sec (août avec 47,0 mm) sont supérieures à 1/10 des précipitations du mois estival le plus humide (janvier avec 290,0 mm et 47,0 > 290,0 ⁄10 soit 29,0). Il n'y a donc pas de saison sèche. L'été est chaud car la température moyenne du mois le plus chaud est supérieure à 22 °C (février avec 22,4 °C). Les températures moyennes se situent entre 18 °C et 28 °C, et peuvent monter jusqu'à 32 °C. En hiver, les températures moyennes se situent entre 12 °C et 23 °C et peuvent exceptionnellement descendre sous 0 °C.
Les précipitations sont abondantes avec en moyenne 1 454 mm de pluie par an, particulièrement pendant les mois d'été, mais nettement plus faibles pendant les mois d'hiver. L'humidité constante lui vaut le surnom de « Cité de la bruine ». La ville n'est pas exposée aux cyclones tropicaux en raison des températures modérément basses de l'Atlantique sud.
| Mois                              | jan. | fév. | mars | avril | mai  | juin | jui. | août | sep. | oct. | nov. | déc. | année |
| --------------------------------- | ---- | ---- | ---- | ----- | ---- | ---- | ---- | ---- | ---- | ---- | ---- | ---- | ----- |
| Température minimale moyenne (°C) | 18,7 | 18,8 | 18,2 | 16,3  | 13,9 | 12,3 | 11,7 | 12,8 | 13,9 | 15,3 | 16,5 | 17,8 | 14,5  |
| Température moyenne (°C)          | 22,2 | 22,4 | 21,7 | 19,8  | 17,4 | 16,3 | 15,8 | 17,1 | 17,9 | 19   | 20,2 | 21,2 | 18,5  |
| Température maximale moyenne (°C) | 27,4 | 28   | 27,3 | 25,1  | 23   | 22,8 | 22,8 | 23,3 | 23,9 | 24,8 | 25,9 | 26,3 | 24,5  |
| Record de froid (°C)              | 10   | 11   | 9    | 8     | 1    | −1   | −3   | −2   | 1    | 5    | 9    | 12   | −3    |
| Record de chaleur (°C)            | 31   | 35   | 30   | 30    | 28   | 27   | 27   | 32   | 33   | 33   | 34   | 32   | 35    |
| Précipitations (mm)               | 290  | 272  | 190  | 88    | 72   | 70   | 57   | 47   | 78   | 140  | 120  | 190  | 1 454 |

### Hydrographie
São Paulo est situé à côté du bassin du rio Tietê, les sous-bassins des rivières Pinheiros et Tamanduateí jouant un rôle important dans sa configuration. Ces rivières étaient autrefois une source importante d'eau douce et de loisirs. Cependant, les effluents industriels lourds et les rejets d'eaux usées à la fin du XXe siècle ont entraîné une grave pollution des rivières. Un important programme de nettoyage des deux fleuves est en cours (voir Projeto Tietê), financé par un partenariat entre le gouvernement local et les banques internationales de développement, comme la Banque interaméricaine de développement (BID). La rivière est navigable dans la section qui traverse la ville, bien que le transport fluvial devienne de plus en plus important sur la rivière Tietê en raison de la voie navigable Tietê-Paraná (voir Hidrovia Paraná-Tietê).
Il n'y a pas de grands lacs naturels dans la région, mais les réservoirs de Billings et Guarapiranga dans la banlieue sud de la ville sont utilisés pour la production d'électricité, le stockage de l'eau et les activités récréatives. La flore d'origine de la région se composait principalement d'angiospermes pérennes. Les espèces non indigènes sont communes, le climat doux et les pluies abondantes permettent la culture d'une multitude de plantes tropicales, subtropicales et tempérées, en particulier l'eucalyptus omniprésent.
La partie nord de la municipalité contient une partie des 7 917 hectares du parc national de Cantareira, ouvert en 1962, qui protège une grande partie de l'approvisionnement en eau de la métropole de São Paulo. En 2015, São Paulo a connu une forte sécheresse, qui a conduit plusieurs villes de l'État à démarrer le système de rationnement.

## Population

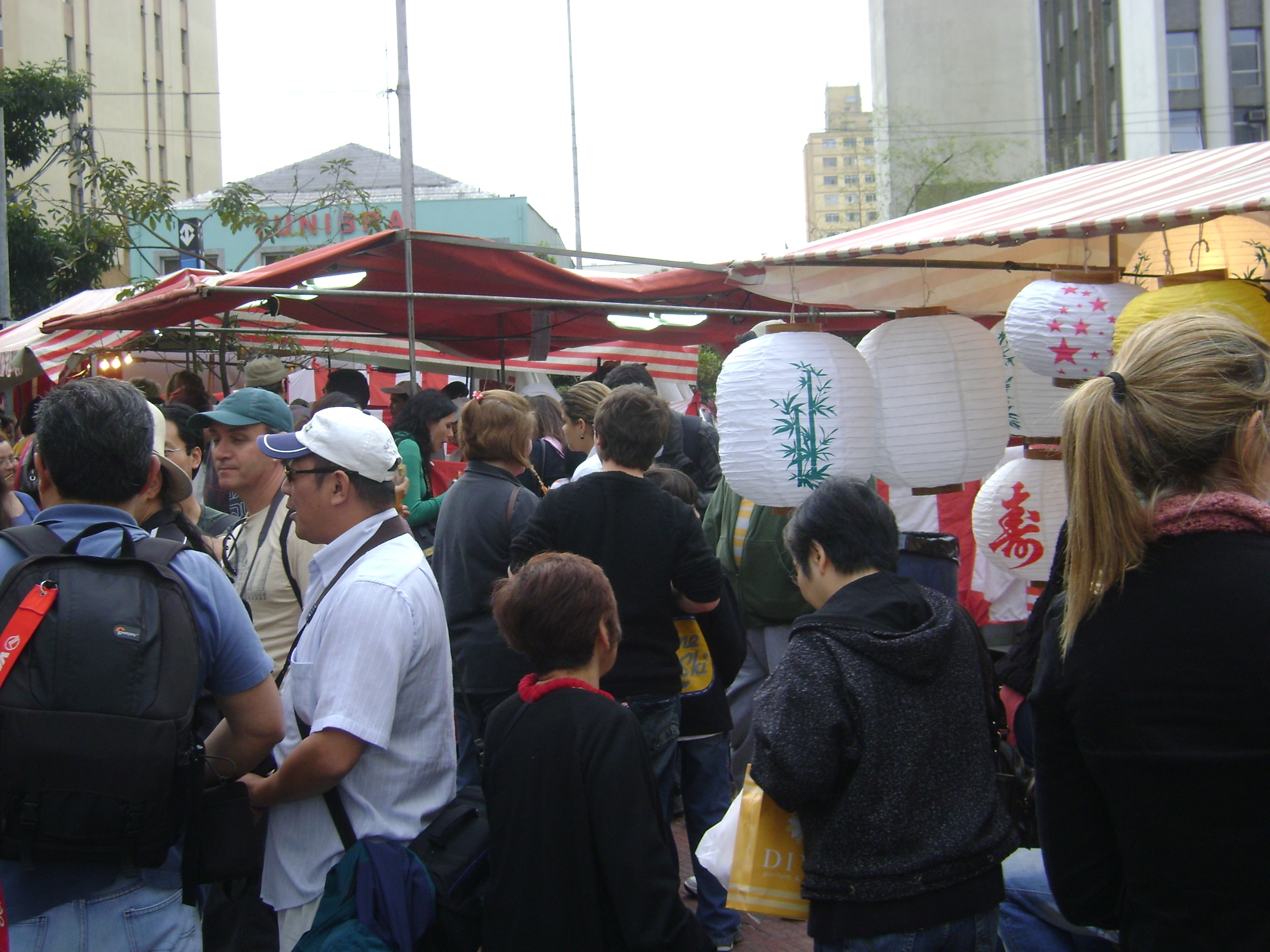
Population à São Paulo.

L'attractivité économique de São Paulo a eu pour conséquence une importante immigration, constituée non seulement de Brésiliens d'autres régions, mais aussi d'immigrants européens.
L’espérance de vie des habitants des quartiers pauvres de la ville est inférieure de 20 ans à celle des habitants des quartiers riches.

### Ethnies

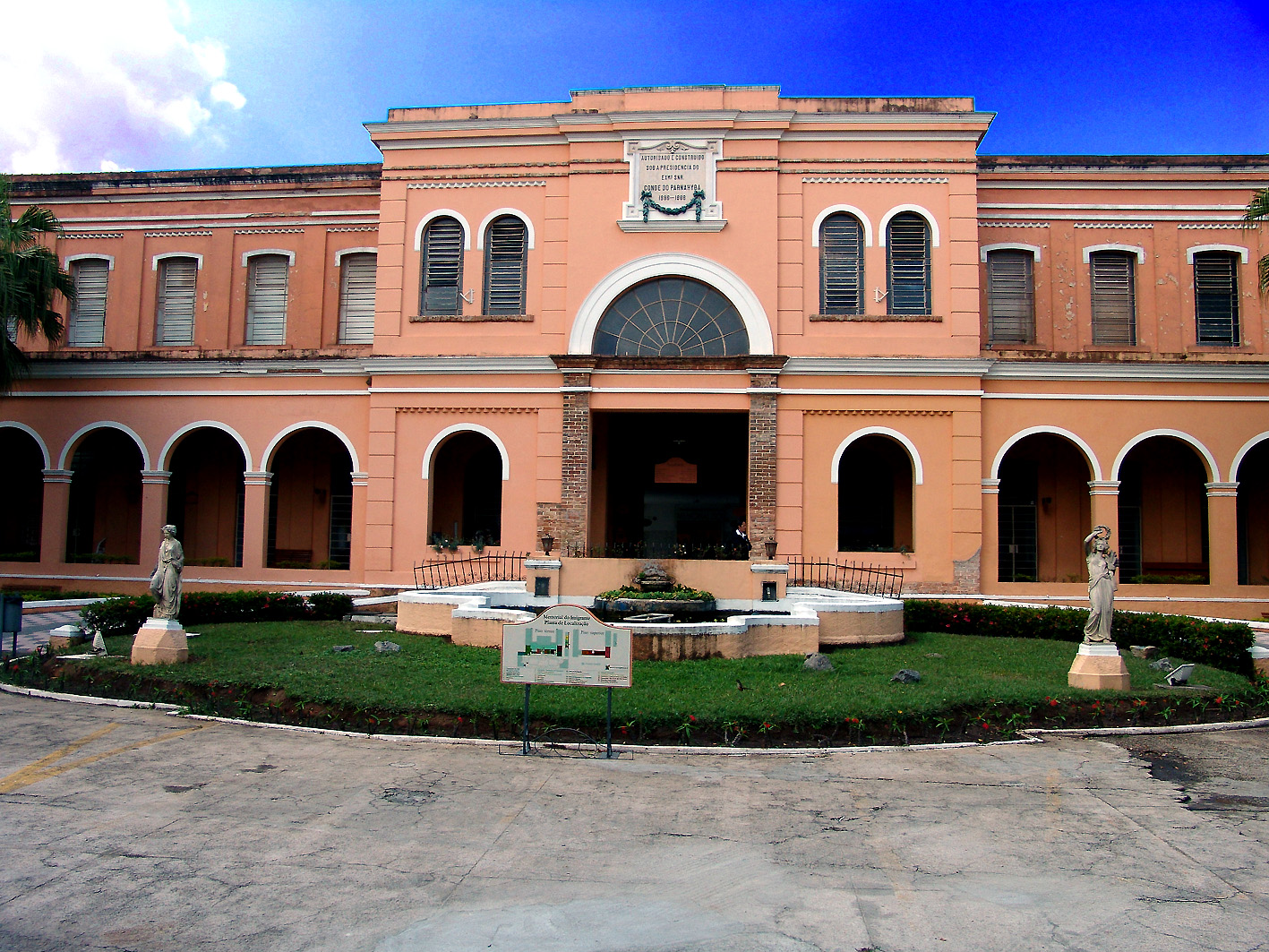
Le mémorial de l'Immigrant dans le quartier de la Mooca.

Selon le recensement de 2010 de l'Institut brésilien de géographie et de statistiques, la population de São Paulo est composée de : blancs (60,6 %), métis (30,5 %), noirs (6,5 %), asiatiques (2,2 %) et amérindiens (0,2 %).
Selon une recherche génétique (ADN autosomal) la composition totale de la population de l'État de São Paulo est à 79 % européenne, à 14 % africaine et à 7 % indigène.
São Paulo est la ville la plus culturellement diversifiée du Brésil et l'une des plus diversifiées du monde. Depuis 1870, près de 2,3 millions d'immigrants ont gagné l'État de São Paulo depuis de nombreux pays du monde. Elle est aujourd'hui la ville où habitent les plus importantes populations d'origine italienne, japonaise, espagnole et libanaise en dehors des pays respectifs ; elle compte le plus grand nombre d' originaires du Nordeste en dehors de celui-ci.
Européens

Immigrants européens à l'auberge des Immigrants, vers 1890.

La communauté italienne est l'une des plus importantes. 60 % des habitants de la ville ont au moins un ascendant italien. Les Italiens se rassemblent encore dans les quartiers du Bixiga, du Brás et de la Mooca pour des commémorations et des fêtes. Au début du XXe siècle, la langue italienne et ses dialectes étaient parlés aussi fréquemment que le portugais dans la ville, ce qui a entraîné la formation du dialecte paulistano actuel. São Paulo est la deuxième ville consommatrice de pizzas du monde. Il y a six mille pizzerias qui servent près d'un million de pizzas par jour,.
La communauté portugaise est aussi importante, et il est estimé que trois millions de Paulistes ont au moins un ascendant portugais. La colonie juive compte plus de 60 000 personnes et s'est concentrée particulièrement dans le quartier d'Higienópolis et du Bom Retiro. Depuis le XIXe siècle, et particulièrement au cours de la première moitié du XXe siècle, São Paulo a également accueilli des immigrants allemands (dans le quartier de Santo Amaro), espagnols et lituaniens (dans le quartier de la Vila Zelina). On peut aussi remarquer l'importante communauté arménienne, avec ses nombreuses institutions installées près des quartiers du Bom Retiro, du Imirim, du Brás, et autour de la station de métro Arménie. Les Arméniens ont fait du commerce de détail et de la fabrication de chaussures leurs plus importantes activités.
Arabes

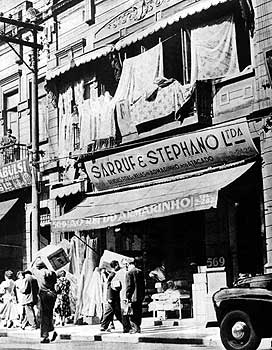
Un bazar syrien en 1950.

L'une des populations les plus marquantes de la ville est la population arabe. Les Libanais et les Syriens sont venus en grand nombre des années 1900 aux années 1930. Leurs descendants sont aujourd'hui totalement intégrés au peuple brésilien, mais la culture de la capitale pauliste est marquée par cette influence. Les restaurants arabes abondent dans toute la ville et vendent des plats qui sont déjà entrés dans la cuisine brésilienne : le kibbe, la sfiha, le sandwich de Beyrouth, le « cigare de chou », etc.. La très fréquentée rue 25 de Março a été créée par des Arabes, dont la plupart étaient marchands.
Asiatiques

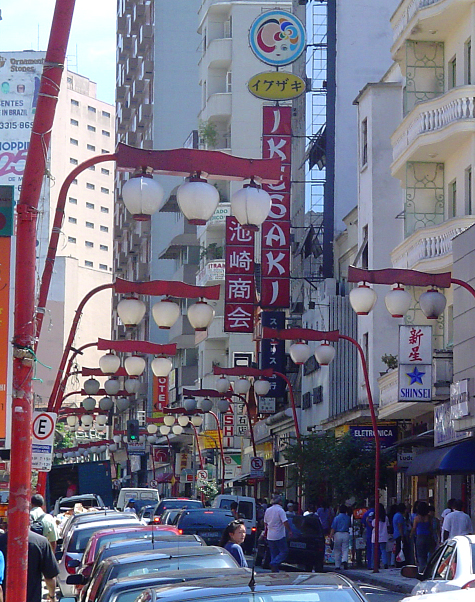
Quartier de la Liberdade (liberté en portugais), un important rassemblement de la communauté japonaise.

C'est à São Paulo qu'il y a le plus grand nombre de personnes qui se disent d'origine asiatique au Brésil. Près de 456 000 sont de cette origine, dont 326 000 sont japonais.
La ville abrite ainsi la plus grosse communauté japonaise du Monde, en dehors de l'Asie-Pacifique. Ces immigrants sont arrivés à partir de 1908 et continuèrent à migrer jusqu'aux années 1950, principalement comme ouvriers dans les plantations de café de l'intérieur de l'État.
La plus importante concentration se trouve dans le quartier de la Liberdade, où il y a plusieurs restaurants et boutiques japonais, et où le japonais peut être entendu dans les rues. La colonie coréenne est également notable. Elle compte plus de 60 000 personnes d'origine sud-coréenne, particulièrement dans les quartiers du Bom Retiro, de l'Aclimação et de la Liberdade. À l'Aclimação, on trouve des restaurants ainsi que des commerces de location de DVD. Les Chinois sont très nombreux dans les quartiers centraux, comme le Brás et la Liberdade.
Africains
Il y a une population noire depuis le XIXe siècle qui s'est accrue fortement pendant la deuxième moitié du XXe siècle avec l'arrivée de gens d'autres États brésiliens, particulièrement de la côte de la Bahia. Selon l'IBGE, en 2005 près de 30 % de la population de São Paulo avait au moins un ascendant africain.
Autres Brésiliens
Avec la diminution de l'immigration européenne et asiatique depuis les années 1930, la plupart des immigrants viennent du Nordeste du pays.
Évolution démographique de la ville de São Paulo.

### Religion
|                                  |  |                                                      |
| Le cénacle du Temple de Salomon. |  | La cathédrale métropolitaine orthodoxe de São Paulo. |

| Religion             | Pourcentage | Nombre    |
| -------------------- | ----------- | --------- |
| Catholicisme         | 58,20 %     | 6 549 775 |
| Protestantisme       | 22,11 %     | 2 487 810 |
| Sans religion        | 9,38 %      | 1 056 008 |
| Spiritisme           | 4,73 %      | 531 882   |
| Bouddhisme           | 0,67 %      | 75 075    |
| Umbanda et Candomblé | 0,62 %      | 69 706    |
| Judaïsme             | 0,39 %      | 43 610    |
| Source: IBGE 2010.   |             |           |

Du fait de sa variété culturelle, São Paulo compte de nombreuses religions. Le catholicisme était la religion officielle depuis la découverte du Brésil jusqu'au dernier jour de l'Empire, et la plupart des immigrants étaient catholiques. Malgré cette forte présence catholique, de nombreuses confessions religieuses cohabitent : protestantisme, bouddhisme, spiritisme (Allan Kardec), hindouisme, judaïsme, ainsi que des religions afro-brésiliennes. Selon le recensement de 2010 de l'IBGE, la population de São Paulo est composée de : catholiques (58,20 %), protestants (22,11 %), personnes sans religion (9,38 %), spirites (4,73 %), bouddhistes (0,67 %), juifs (0,39 %) et musulmans (0,07 %) .

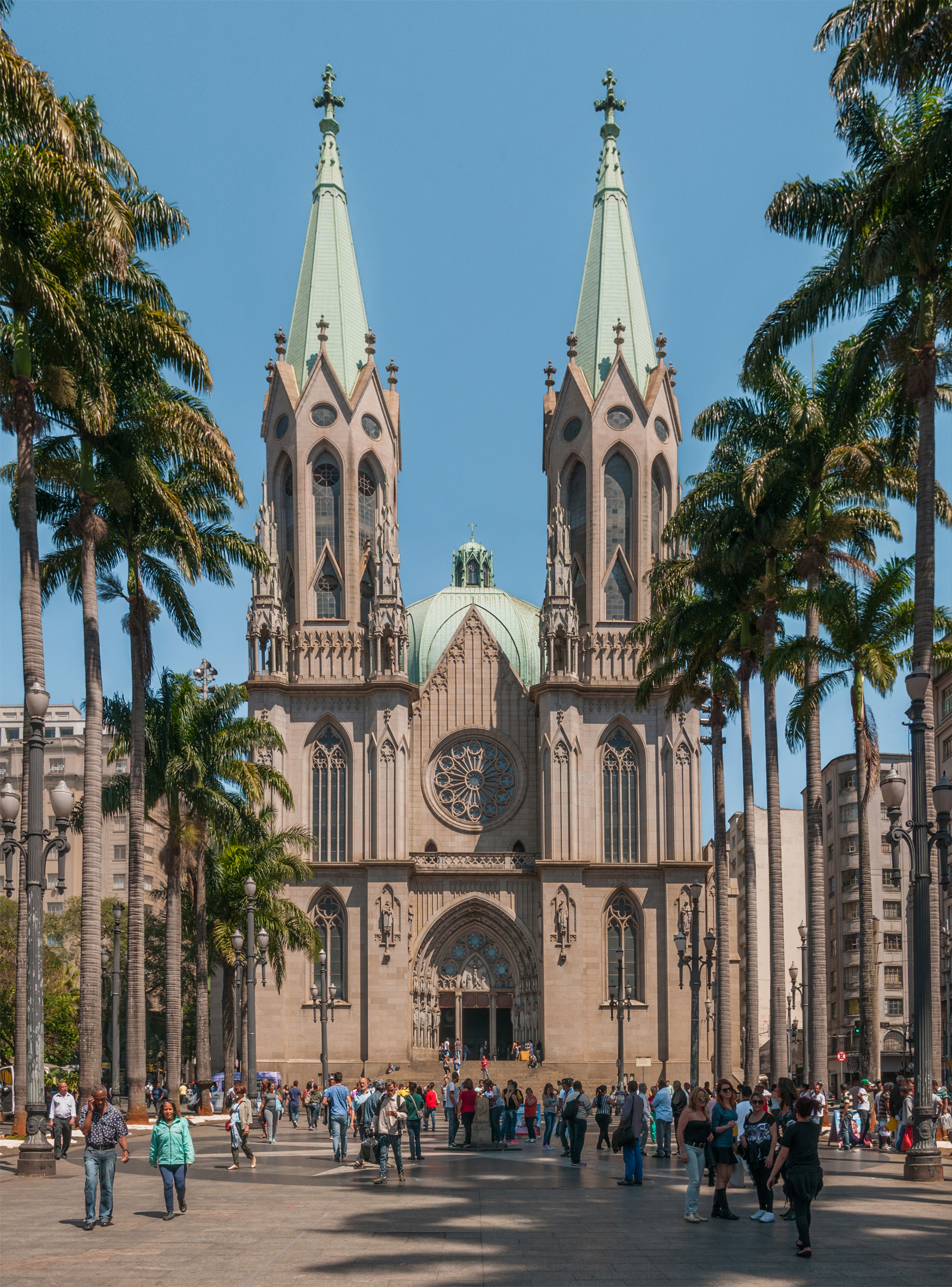
Cathédrale métropolitaine de São Paulo, la cathédrale de la Sé (le Siège).

#### Église catholique

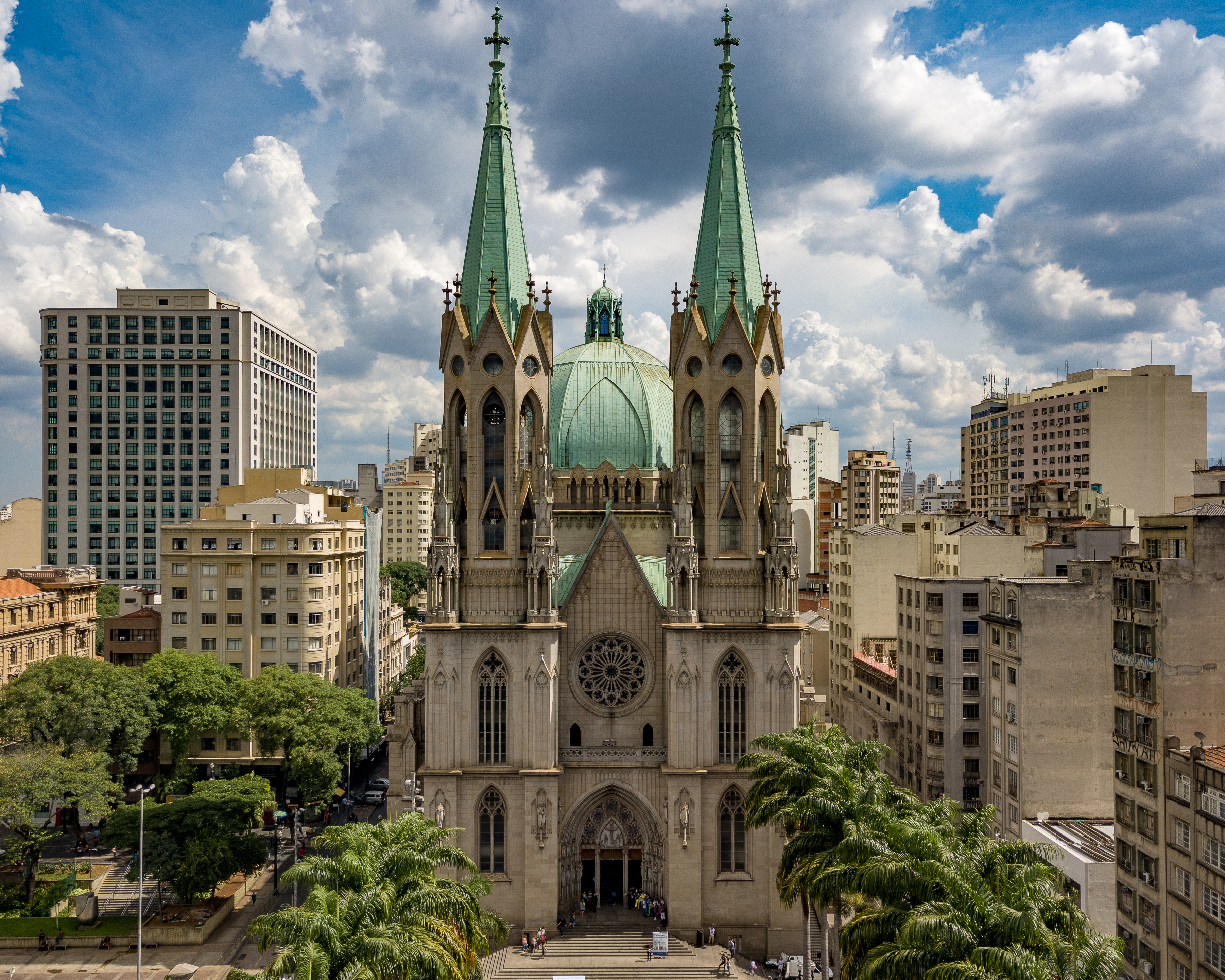
La cathédrale métropolitaine de São Paulo. Mars 2019.

L'Église catholique romaine découpe le territoire de la municipalité de São Paulo en quatre circonscriptions ecclésiastiques : le diocèse de Santo Amaro, le diocèse de São Miguel Paulista, le diocèse de Campo Limpo et l'archidiocèse de São Paulo dont les trois premiers sont suffragants. Les archives de l'archidiocèse, appelées Arquivo Metropolitano Dom Duarte Leopoldo e Silva et situées dans le quartier de l'Ipiranga, conservent l'un des plus importants patrimoines documentaires du Brésil.
L'Église reconnaît comme saints patrons de la ville saint Paul et Notre-Dame de Penha de França.

#### Églises protestantes
La majorité des protestants sont évangéliques ; leur nombre est en augmentation.

## Politique et administration

### Élections municipales de 2020

#### Élection mayorale
| Partis                   | Partis                                           | Candidats                 | Premier tour | Premier tour | Second tour | Second tour |
| Partis                   | Partis                                           | Candidats                 | Voix         | %            | Voix        | %           |
| ------------------------ | ------------------------------------------------ | ------------------------- | ------------ | ------------ | ----------- | ----------- |
|                          | Parti de la social-démocratie brésilienne (PSDB) | Bruno Covas               | 1 754 013    | 32,85        |             |             |
|                          | Parti socialisme et liberté (PSOL)               | Guilherme Boulos          | 1 080 736    | 20,24        |             |             |
|                          | Parti socialiste brésilien (PSB)                 | Márcio França             | 728 441      | 13,64        |             |             |
|                          | Parti républicain brésilien (PRB)                | Celso Russomanno          | 560 666      | 10,50        |             |             |
|                          | Patriota (PATRI)                                 | Arthur do Val Mamãe Falei | 522 210      | 9,78         |             |             |
|                          | Parti des travailleurs (PT)                      | Jilmar Tatto              | 461 666      | 8,65         |             |             |
|                          | Parti social-libéral (PSL)                       | Joice Hasselmann          | 98 342       | 1,84         |             |             |
|                          | Parti social démocratique (PSD)                  | Andrea Matarazzo          | 82 743       | 1,55         |             |             |
|                          | Réseau autosuffisant (REDE)                      | Marina Helou              | 22 073       | 0,41         |             |             |
|                          | Parti communiste du Brésil (PCdoB)               | Orlando Silva             | 12 254       | 0,23         |             |             |
|                          | Parti rénovateur travailliste brésilien (PRTB)   | Levy Fidelix              | 11 960       | 0,22         |             |             |
|                          | Parti socialiste des travailleurs unifié (PSTU)  | Vera                      | 3 052        | 0,06         |             |             |
|                          |                                                  |                           |              |              |             |             |
| Votes valides            | Votes valides                                    | Votes valides             | 5 338 786    | 84,02        |             |             |
| Votes blancs et nuls     | Votes blancs et nuls                             | Votes blancs et nuls      | 1 015 314    | 15,98        |             |             |
| Total                    | Total                                            | Total                     | 6 354 100    | 100          |             |             |
| Abstention               | Abstention                                       | Abstention                | 2 632 587    | 29,29        |             |             |
| Inscrits / participation | Inscrits / participation                         | Inscrits / participation  | 8 986 687    | 70,71        |             |             |

L'élection est caractérisée par le fort taux de votes blancs et nuls (13,85 %). Le candidat de gauche radicale Guilhermo Boulos crée la surprise en se qualifiant pour le second tour de l'élection.

#### Élection du conseil municipal
| Parti                     | Parti                                            | Voix    | %     | +/-  | Sièges | +/- |
| ------------------------- | ------------------------------------------------ | ------- | ----- | ---- | ------ | --- |
|                           | Parti des travailleurs (PT)                      | 652 924 | 12,76 | 3,14 | 8      | 1   |
|                           | Parti de la social-démocratie brésilienne (PSDB) | 624 065 | 12,20 | 7,03 | 8      | 3   |
|                           | Parti socialisme et liberté (PSOL)               | 444 235 | 8,68  | 5,24 | 6      | 4   |
|                           | Démocrates (DEM)                                 | 439 714 | 8,60  | 3,39 | 6      | 2   |
|                           | Républicains (PRB)                               | 324 787 | 6,35  | 1,53 | 4      | 0   |
|                           | Podemos (PODE)                                   | 267 254 | 5,22  | 2,48 | 3      | 2   |
|                           | Parti social démocratique (PSD)                  | 255 045 | 4,99  | 0,43 | 3      | 1   |
|                           | Mouvement démocratique brésilien (MDB)           | 254 960 | 4,98  | 0,24 | 3      | 1   |
|                           | Patriota (PATRI)                                 | 221 493 | 4,33  | 3,88 | 3      | 1   |
|                           | Nouveau Parti (NOVO)                             | 191 665 | 3,75  | 1,13 | 2      | 1   |
|                           | Parti socialiste brésilien (PSB)                 | 174 769 | 3,42  | 0,26 | 2      | 1   |
|                           | Parti libéral                                    | 166 764 | 3,26  | Nv.  | 2      | 2   |
|                           | Parti social-libéral (PSL)                       | 132 791 | 2,60  | 1,41 | 1      | 1   |
|                           | Parti progressiste (PP)                          | 121 324 | 2,37  | 0,05 | 1      | 0   |
|                           | Parti vert (PV)                                  | 113 596 | 2,22  | 2,15 | 1      | 1   |
|                           | Parti social-chrétien (PSC)                      | 81 037  | 1,58  | 0,49 | 1      | 0   |
|                           | Parti travailliste brésilien (PTB)               | 74 229  | 1,45  | 2,65 | 1      | 1   |
|                           | Parti communiste du Brésil (PCdoB)               | 69 209  | 1,35  | 0,21 | 0      | 0   |
|                           | Autres partis                                    |         | 9,89  |      | 0      |     |
|                           |                                                  |         |       |      |        |     |
| Suffrages exprimés        |                                                  |         |       |      |        |     |
| Votes blancs et invalides |                                                  |         |       |      |        |     |
| Total                     | Total                                            |         | 100   | -    | 55     |     |
| Abstentions               |                                                  |         |       |      |        |     |
| Inscrits / participation  |                                                  |         |       |      |        |     |

## Criminalité
São Paulo se classe au 209e rang des villes brésiliennes pour le taux d'homicides en 2022, avec 15,4 meurtres pour 100 000 habitants. Cependant, sa population considérable fait d'elle la ville enregistrant le plus grand nombre de meurtres en valeur absolue, avec un total estimé à 1 762 en 2022. Le nombre d'homicides tend à diminuer depuis 2012, où l'on avait alors enregistré 2 310 meurtres.
D'autres formes de criminalité sont en augmentation en 2022, comme les vols de véhicules et les cambriolages. Les cas d'enlèvement par extorsion ont enregistré une augmentation de 132% par rapport à 2021.

## Économie
Cœur économique du Brésil et de l'Amérique latine, São Paulo dispose de tous les types d'industrie et de commerce, dont l'automobile, l'aéronautique, l'électronique, la métallurgie. Pratiquement toutes les grandes sociétés mondiales possèdent un siège social à São Paulo, soit pour vendre sur le marché brésilien, soit pour produire au Brésil et exporter. Environ la moitié de la population active est employée dans le secteur des services, le reste étant employé par l'industrie et le commerce.
A l'exception de l'année 2020, le PIB de la ville augmente chaque année : il passe de R$ 57 731,63 en 2017 à R$ 62 324.22 en 2019 (+ 7.96 %).
Entre 2014 et 2017, la crise économique du Brésil a particulièrement touché São Paulo. Un grand nombre de PME ont fermé, et le taux de chômage passe de 7.4 % à 13.5 %, créant une augmentation de la pauvreté, du nombre de personnes sans abris et des difficultés pour investir. 
Le nombre de personnes sans abris à São Paulo a augmenté de 60 % entre 2016 et 2020. La suppression de certaines aides sociales, telles que la Bolsa Familia, semble avoir favorisé l'augmentation de l’extrême pauvreté.

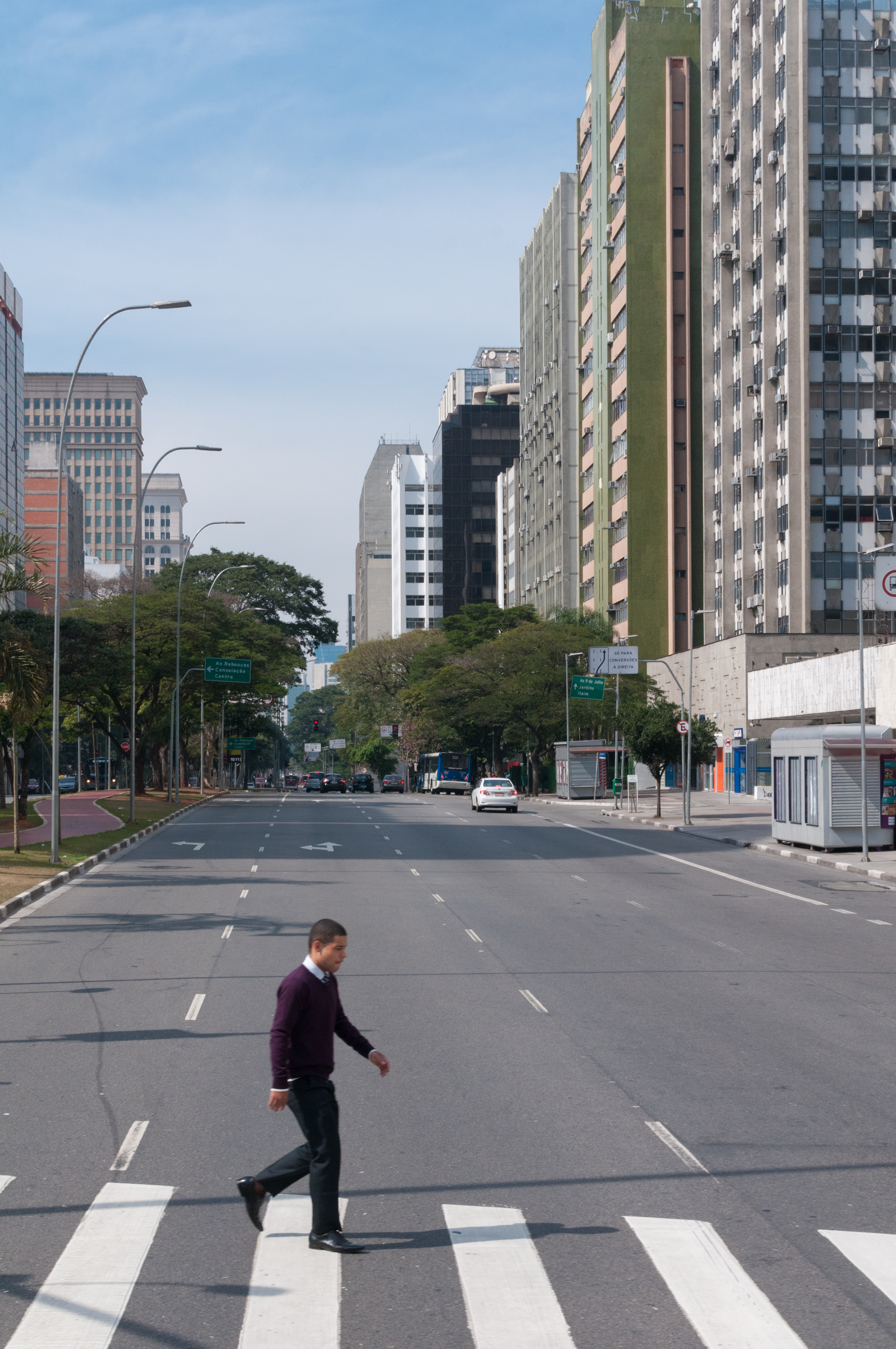
Une avenue de São Paulo.
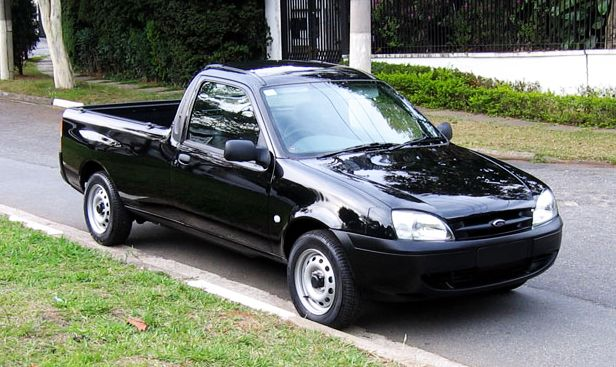
La Ford Courier est assemblée dans la ville.
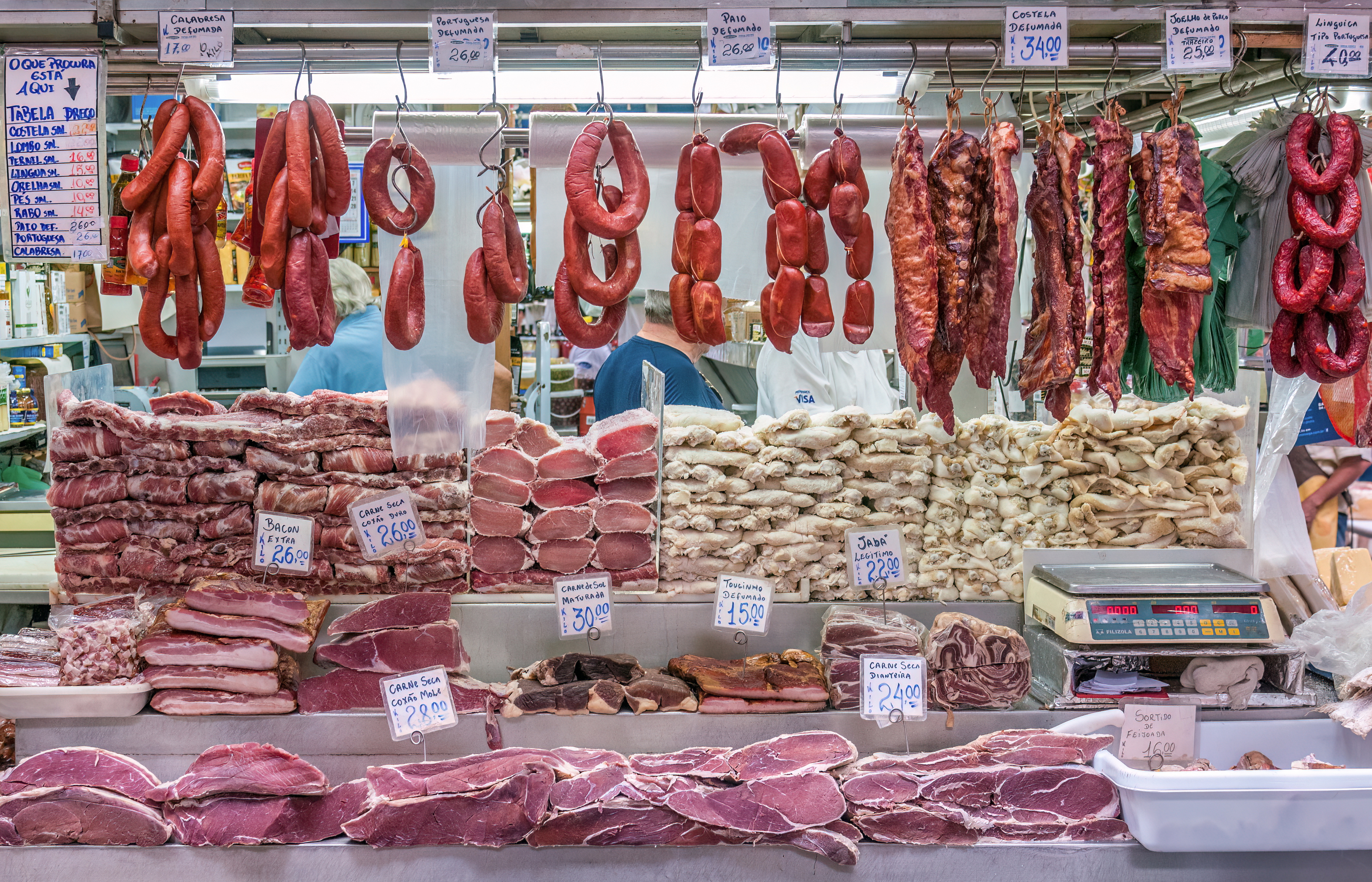
Au marché municipal. Janvier 2017.
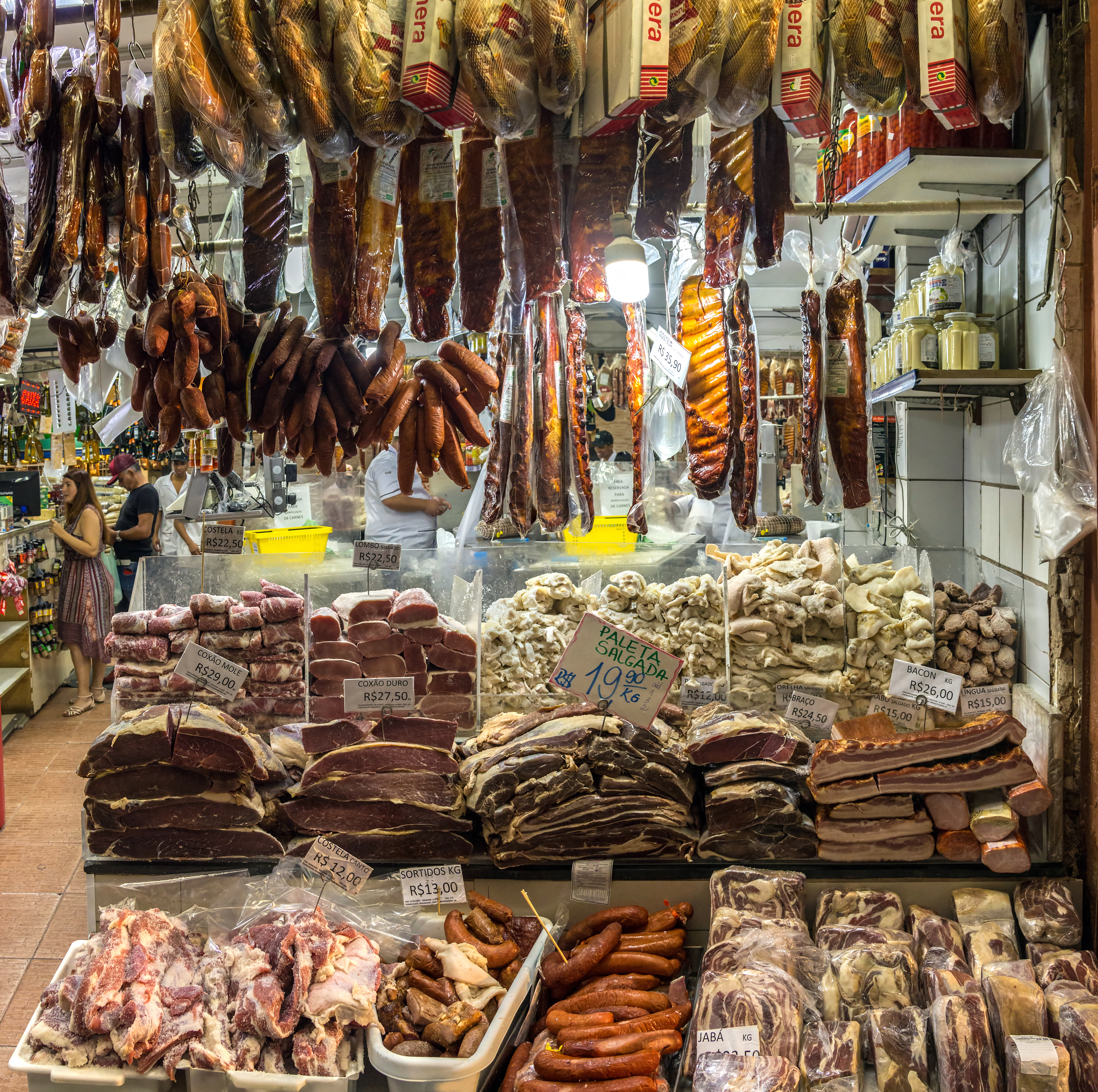
Marché municipal. Mai 2017.
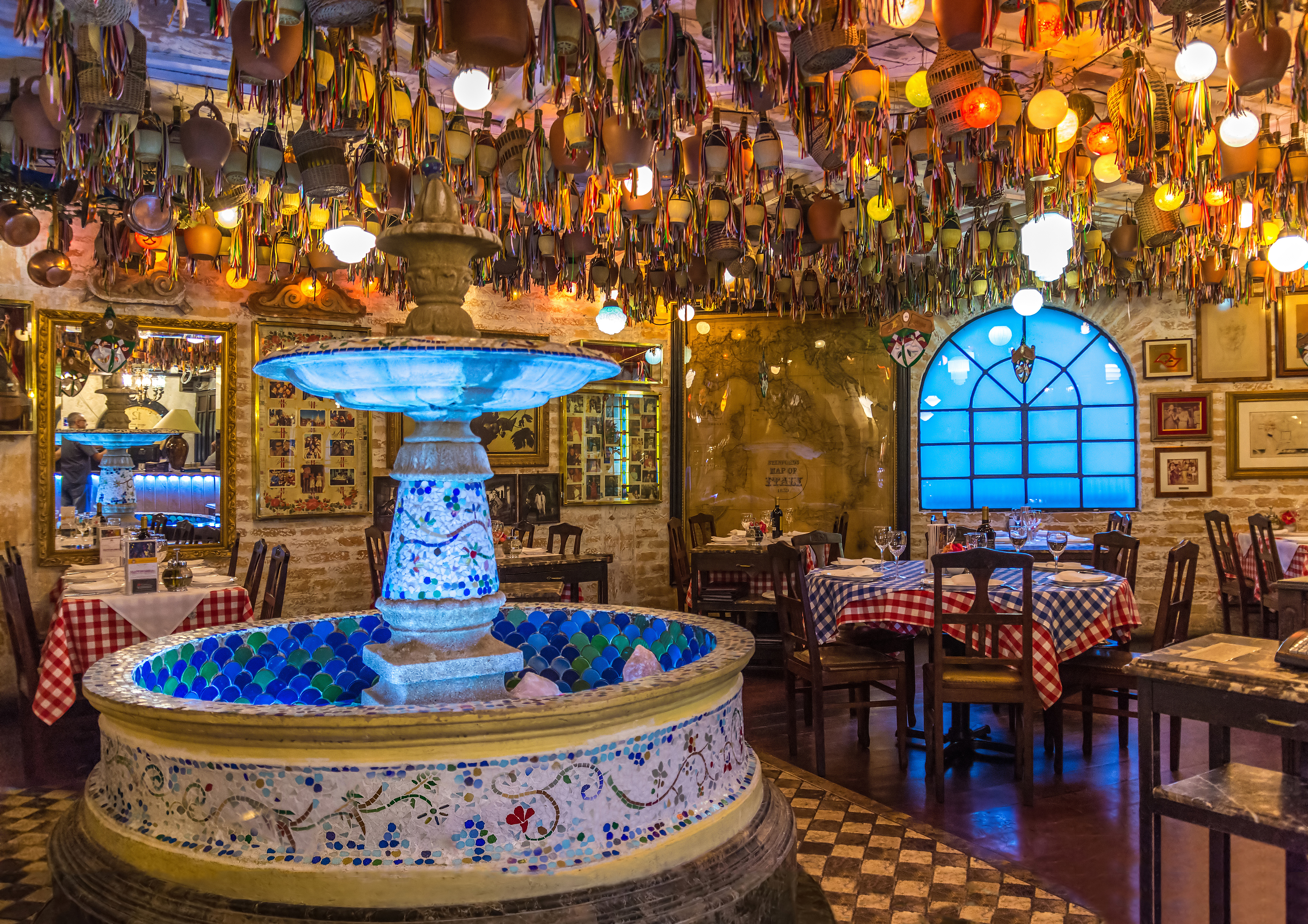
Au restaurant "Famiglia Mancini".
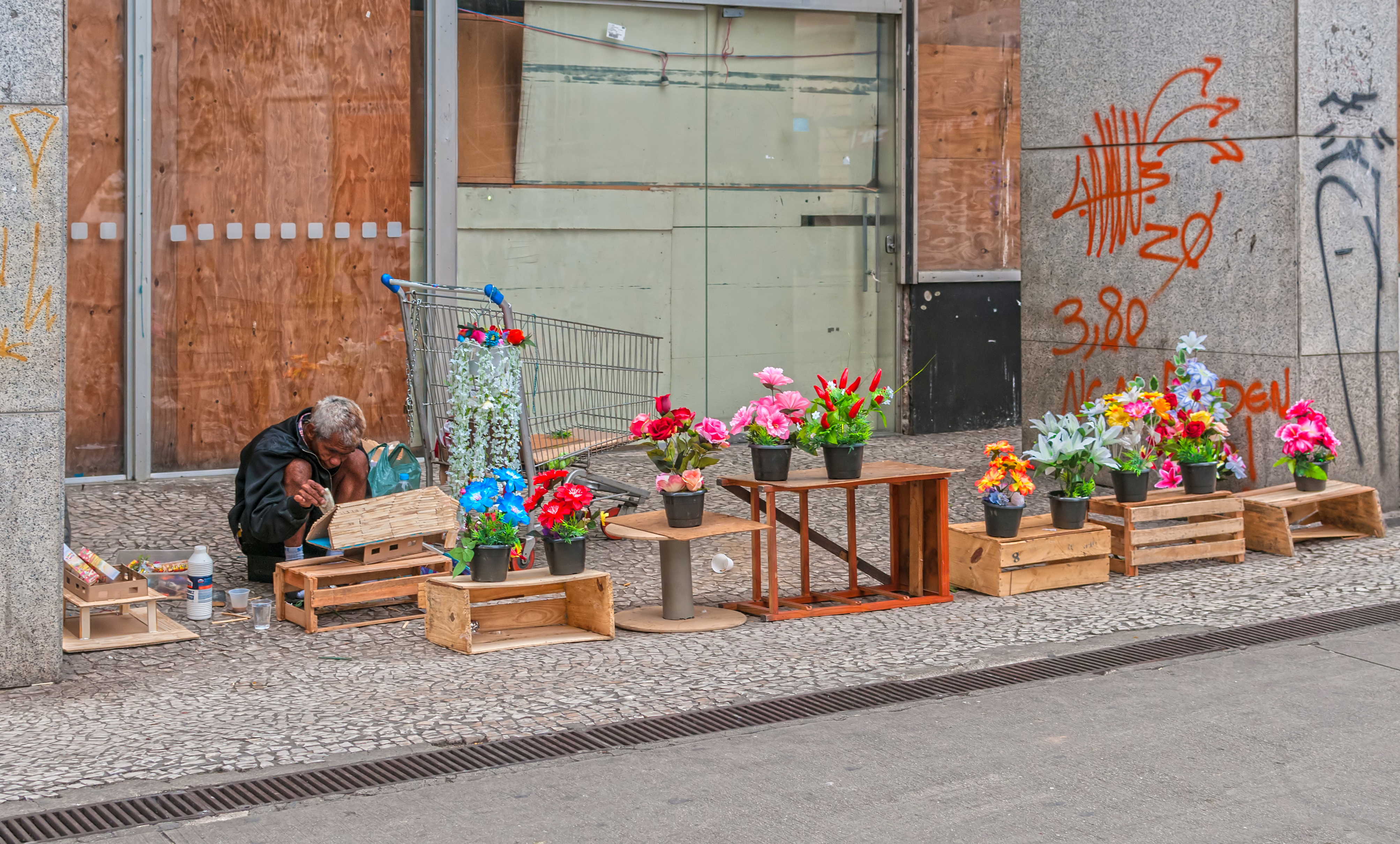
Un homme pauvre vendant des fleurs dans la ville basse de São Paulo. Octobre 2016.

## Urbanisme
São Paulo est caractérisée par un urbanisme débridé. La ville comptait en 2012 240 gratte-ciel mais dont aucun n'atteint 200 mètres. Le plus ancien gratte-ciel de la ville est le Prédio Martinelli achevé en 1934 (ce n'est pas le plus ancien gratte-ciel d'Amérique latine qui est le Palacio Barolo situé à Buenos Aires).
Des discussions début 2018 sur la limite des immeubles, devraient permettre la construction de gratte-ciel avant fin 2020 (la limite jusqu'en 2017, dans les quartiers importants, est de 18 étages).
Autre caractéristique de São Paulo et du Brésil : en 2003, 71 % des habitants de São Paulo sont propriétaires de leur logement. La taxe d'emprunt est supérieure à 10 % par an.

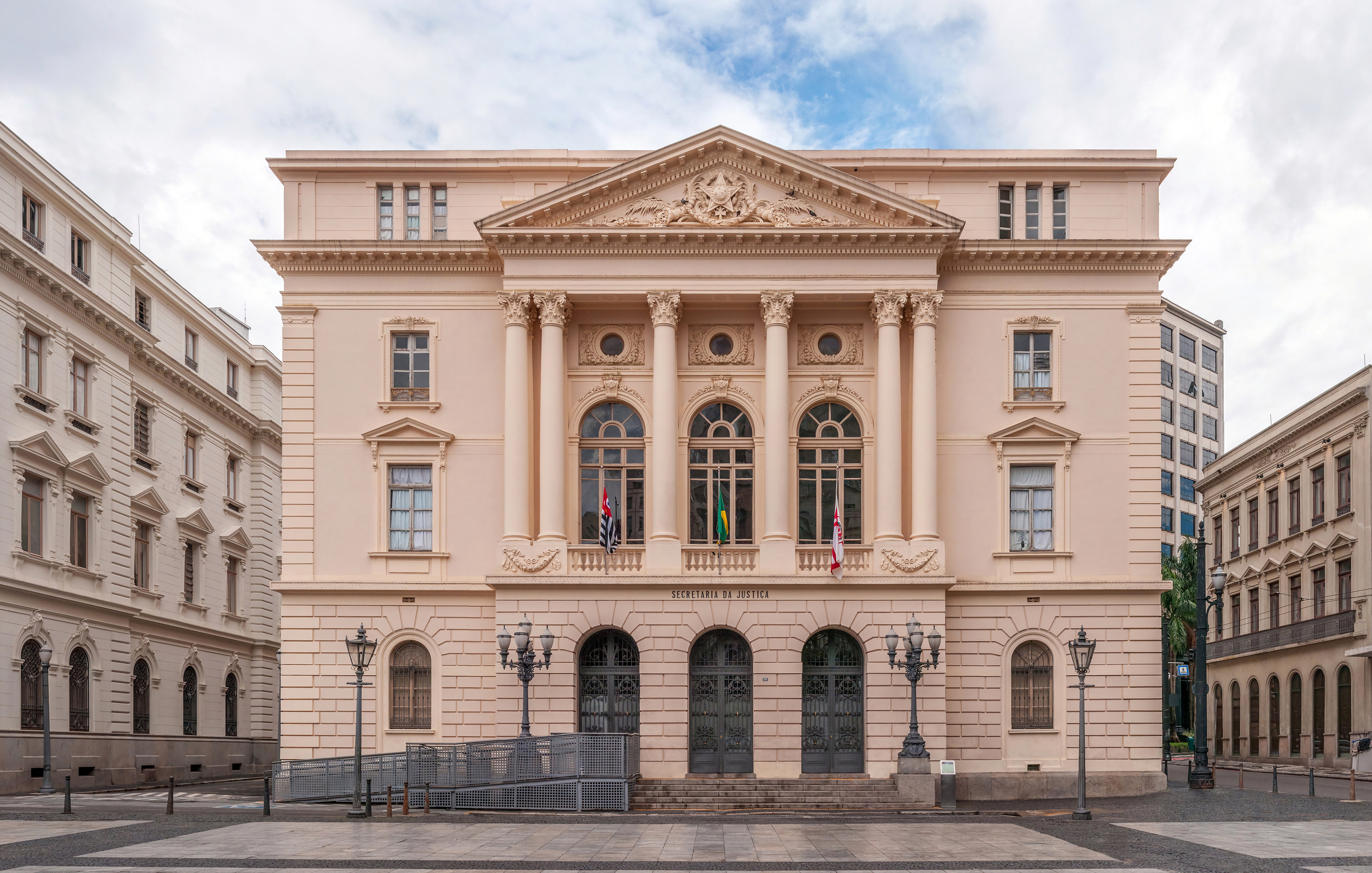
Tribunal.
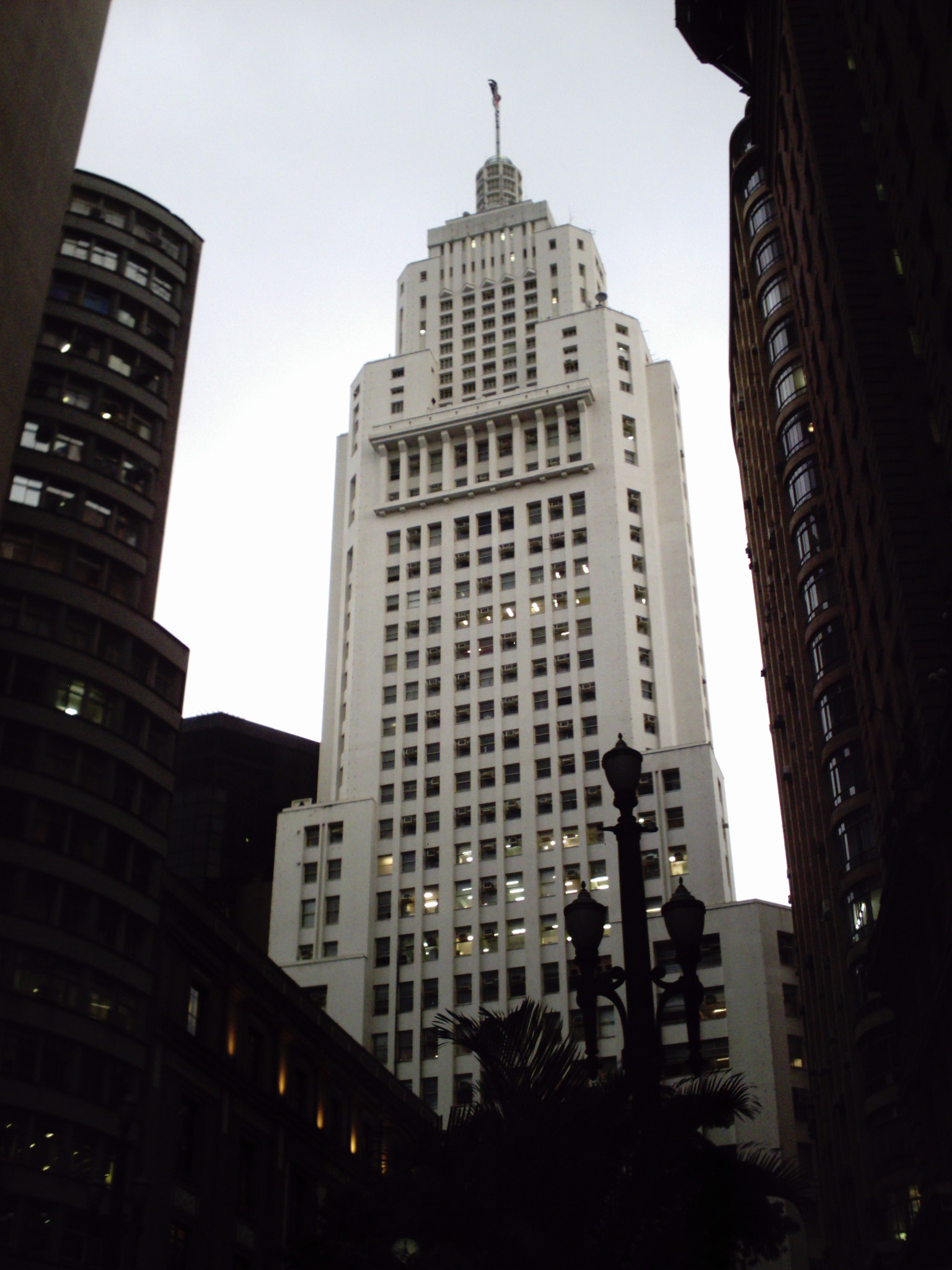
Altino Arantes.
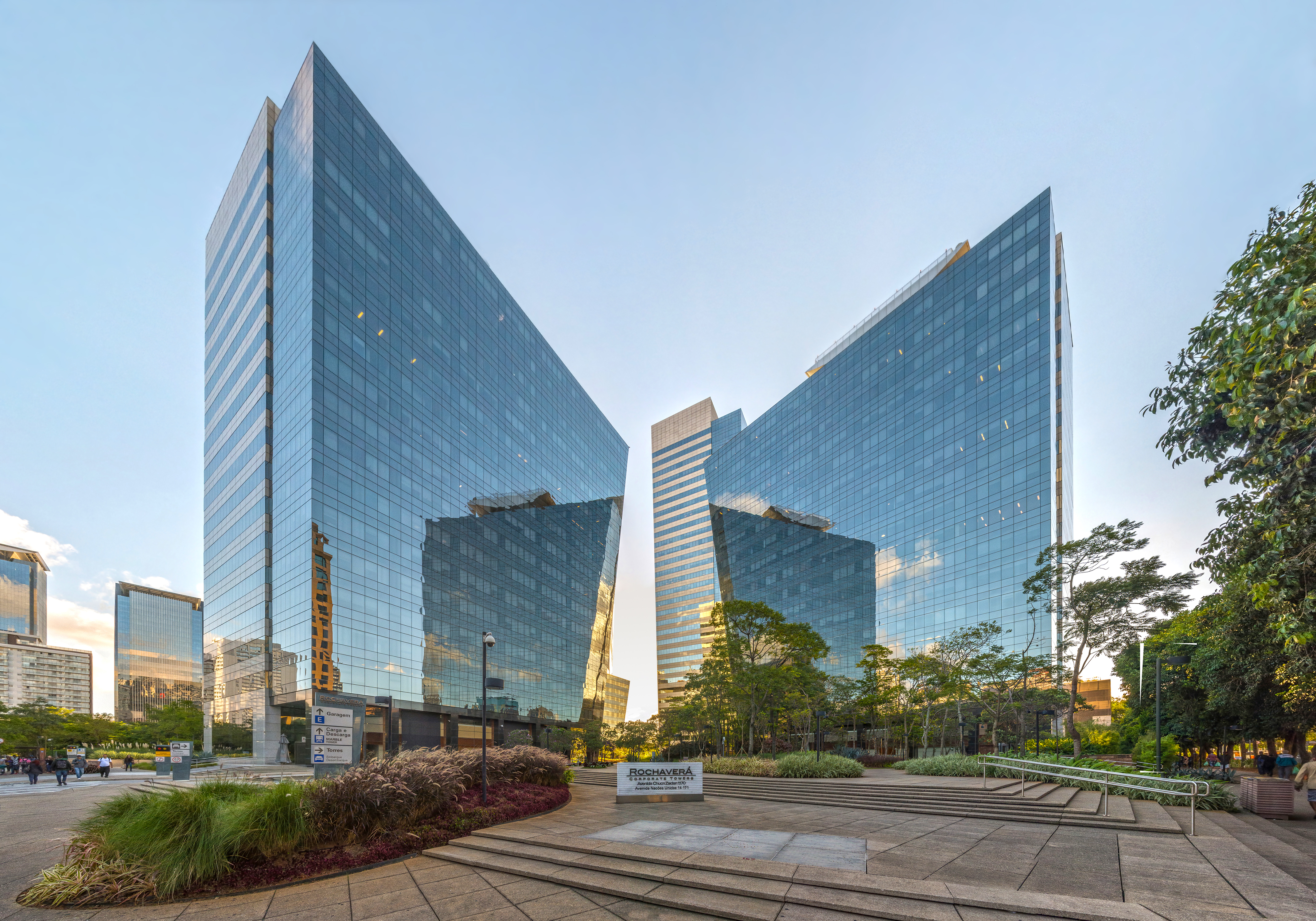
Rochaverá Corporate Towers.

La ville est divisée en 31 arrondissements (subprefeituras), répartis en neuf secteurs (zonas) :
- Centre. On y trouve les restes du vieux centre-ville avec une architecture rappelant celle de Buenos Aires. Le quartier est quelque peu délaissé malgré les efforts de l'État et de la Ville qui tente aujourd'hui de le faire revivre en y transférant de nombreux ministères. Y siègent la Bourse et l'Hôtel de Ville. La station de métro centrale Sé et la gare ferroviaire de la Luz s'y trouvent.
- Nord-Est. Situé près de Guarulhos, il s'agit d'un quartier principalement résidentiel mais aussi industriel puisqu'il est situé aux abords de l'Autoroute Dutra, principale autoroute du pays.
- Centre-Sud. Le nouveau centre-ville s'y développe avec des tours de bureaux, des sièges de multinationales. La voiture est reine bien que le transport en commun se développe rapidement avec, entre autres, la nouvelle ligne de métro Lilas.
- Sud-Est. La plupart des industries de la ville sont implantées dans ce secteur. On y trouve également les jardins d'Ipiranga, où l'indépendance du Brésil a été proclamée. Aujourd'hui le secteur comprend de nombreuses boutiques, bars, édifices, et de nombreux quartiers comme le « Jardim Anália Franco » ; l'extension de la ligne 2 du métro en direction de l'avenue Paulista est en construction.
- Ouest. Secteur très commerçant, avec de nombreuses boutiques et bars. Il y a surtout l'artère la plus importante de la ville, l'avenue Paulista. Sur cette avenue on trouve : le quartier huppé des Jardins ; le Jockey Club ; le stade de football municipal ; les plus grandes universités de São Paulo, comme l’université de São Paulo (USP) et PUC-SP. L'avenue Pauliste est aussi le point de rencontre de la communauté gay. La plus grande parade gay au monde y a lieu annuellement, attirant plus de 3 millions de participants gays, de sympathisants et des gens de toutes couches sociales.
- Est 1 et Nord-Ouest. Ces secteurs sont en voie de développement, ont une population pauvre, mais possèdent quelques services urbains.
- Sud et Est 2. On y trouve les quartiers les plus défavorisés de la ville avec notamment la favela de Paraisópolis.

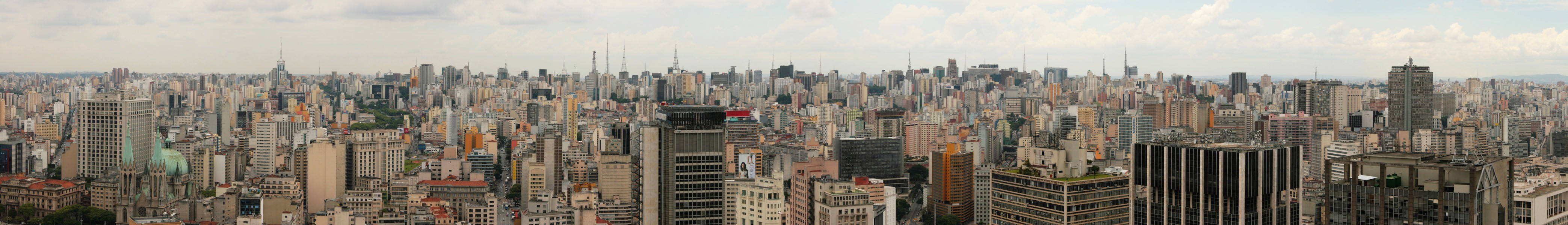
Région centrale de São Paulo.

## Transport

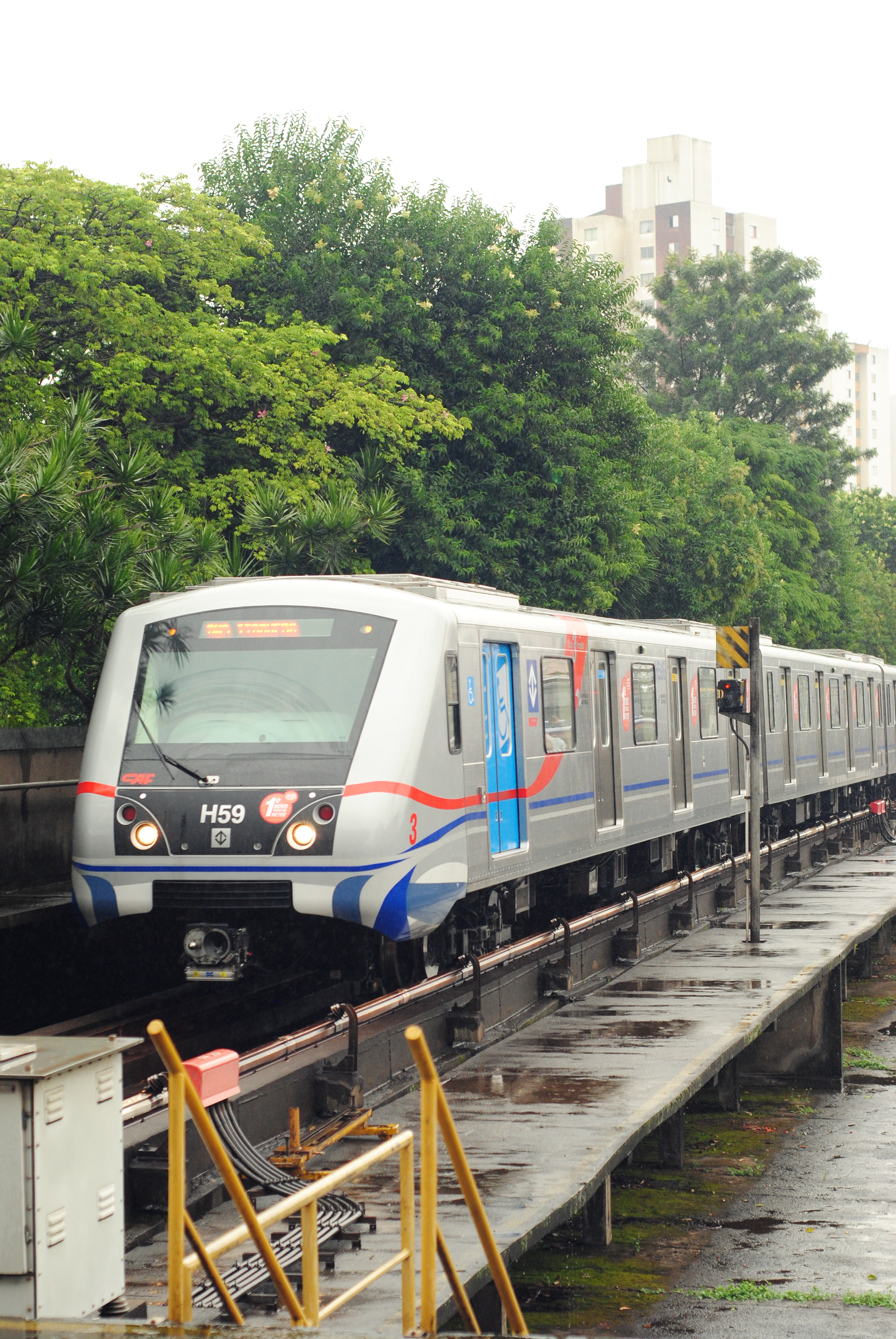
Métro.

### Transport en commun
Les déplacements urbains se font principalement en voiture et en bus. Des couloirs exclusifs d'autobus ont été aménagés au centre des principaux axes routiers et sont empruntés par des bus de compagnies privées subventionnées par l'État. La ville est dotée de 8 lignes de trains urbains, opérées par la CPTM (Companhia Paulista de Trens Metropolitanos) ainsi que de 6 lignes de métro (la dernière ligne a été inaugurée en 2014). De nombreuses autoroutes arrivent à São Paulo telles la Dutra de Rio de Janeiro ou la Imigrantes de Santos mais ne seront reliées entre elles qu'une fois que le boulevard périphérique paulista sera entièrement réalisé (actuellement les 3/4 du Rodoanel ont été livrés).
Il faut également mentionner de nombreux accidents mortels et des centaines de kilomètres de bouchons quotidiens.

### Transport aérien
Outre le petit aéroport du Campo de Marte, São Paulo est desservie par les aéroports de Cumbica/Guarulhos (vols nationaux et internationaux) et Congonhas (vols nationaux) ayant des liaisons quotidiennes avec les grandes capitales mondiales. Ces deux aéroports sont aussi les plus fréquentés du pays, loin devant ceux de Brasilia et de Rio. La liaison entre São Paulo et Rio est la route aérienne la plus utilisée au monde, avec en moyenne 214 vols quotidiens (en 2002).
La gare de la Luz témoigne du passé économique de la ville lié au café.

### Projet ferroviaire
Le projet d'une LGV Rio de Janeiro à São Paulo et Campinas annoncé en 2007 est toujours à l'état de projet.

## Culture, parcs et monuments

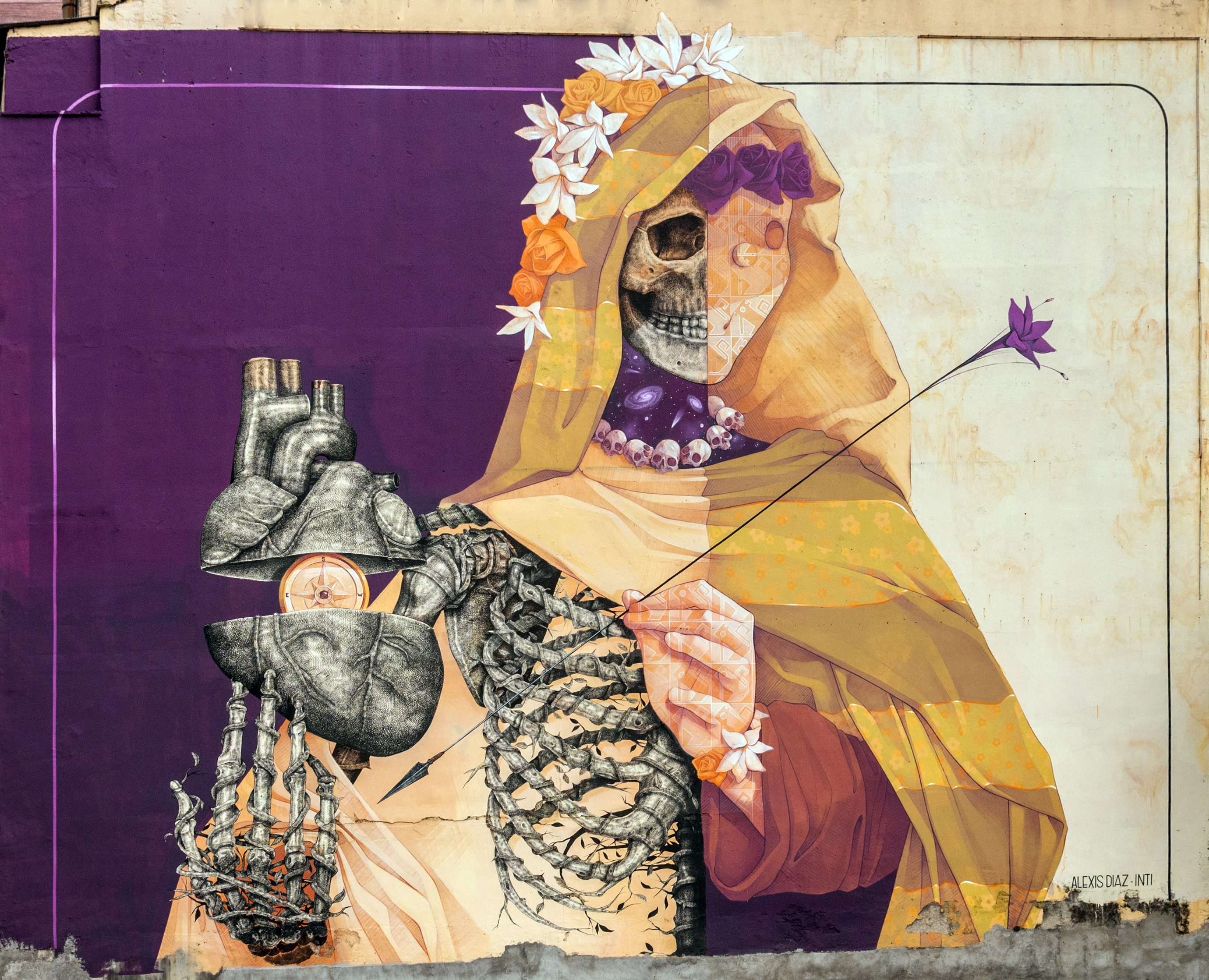
Madone de São Paulo réalisée par Alexis Diaz et INTI lors du festival d'art de rue O.Bra.

- Le Memorial da América Latina, en français, le mémorial de l'Amérique latine ;
- Le théâtre municipal (1911) ;
- Le musée d'Art de São Paulo (MASP) ;
- La pinacothèque de l'État de São Paulo ;
- La cathédrale de la Sé ;
- Le Musée de l'Ipiranga (style classique avec jardin français) ;
- Le monument de l'Ipiranga ;
- Le parc d'Ibirapuera (le Central Park de São Paulo) et son monument aux Drapeaux ;
- L'avenida Paulista, l'artère commerciale principale choisie comme symbole de la ville en réponse au Pain de Sucre de Rio de Janeiro[43] ;
- Le pátio do Colégio ;
- Le parc de la Luz ;
- Le jardin botanique de São Paulo ;

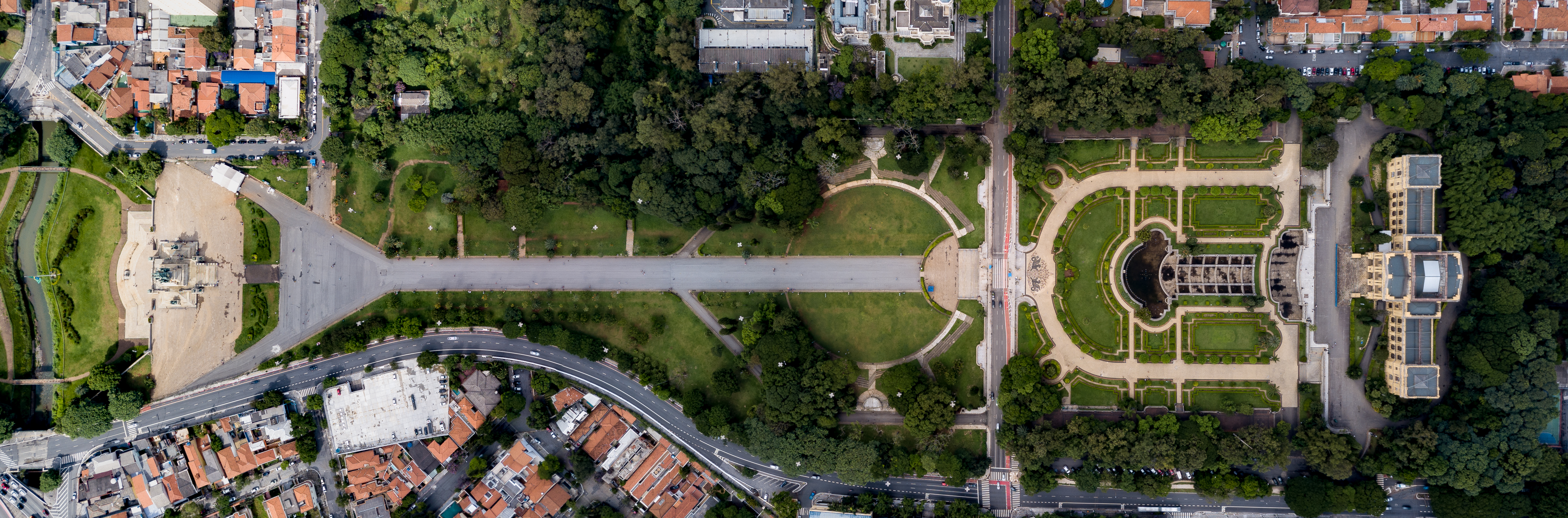
Le parc de l'indépendance à Ipiranga, quartier de São Paulo. Mars 2019.

- Le parc Trianon ;
- Le parc zoologique de São Paulo ;
- Le Mirante do Vale ;
- L'Eldorado Business Tower ;
- L'E-Tower.

## Personnalités liées à la ville
- Éder Jofre
- Robert Scheidt
- Emerson Fittipaldi
- Aurélio Miguel
- Alex Barros
- Adhemar da Silva
- Rubens Barrichello
- Felipe Massa
- Leandro Barbosa
- Paulo Maluf
- Lars Grael
- Torben Grael
- Krikor Mekhitarian
- Kahena Kunze
- Henrique Guimarães
- Gilberto Milos
- Carlos Pace.
- Ubiratan.
- Maria Bueno
- Beatriz Haddad Maia
- Thomaz Bellucci
- Jaime Oncins
- Luiz Mattar
- Luisa Stefani
- Ayrton Senna
- Álvaro de Miranda Neto
- Felipe Wu
- Marcelinho Huertas
- Servílio de Oliveira
- Reinaldo Conrad
- Felipe Kitadai
- Poliana Okimoto
- Fernando Reis
- Janeth Arcain
- Carlos Honorato
- Walter Carmona
- Miguel de Oliveira
- Cadum
- Gustavo Tsuboi
- Cláudio Kano
- MC Dricka, musicienne
- Wallace, joueur de volley-ball.
- William, joueur de volley-ball.
- Rodrigão, joueur de volley-ball.
- Ricardinho, joueur de volley-ball.
- Marcelo Negrão, joueur de volley-ball.
- Douglas, joueur de volley-ball.
- Amauri, joueur de volley-ball
- Amyr Klink
- Fellipe Bertoldo, joueur de football
- Luciano Burti, pilote automobile
- Marquinhos, joueur de football
- Pedro Diniz, pilote de Formule 1
- Lucas di Grassi, pilote de Formule 1
- Lucas Moura, joueur de football
- Lucas Piazón, joueur de football
- Bruno Senna, pilote de Formule 1
- Djalma Santos, footballer.
- Rivelino, footballer.
- Juninho Paulista, footballeur.
- Ricardinho, footballeur.
- Ronaldão, footballeur.
- Márcio Santos, footballeur.
- Paulo Sérgio, footballeur.
- Viola, footballeur.
- Dino Sani, footballer.
- Félix, goalkeeper.
- Isa Ruti, figure du mouvement anarchiste.
- Val Souza, artiste visuelle.

## Sport

### Clubs
Football
- SE Palmeiras
- SC Corinthians Paulista
- Portuguesa de Desportos
- São Paulo FC

Handball
- EC Pinheiros

## Jumelages
- Abidjan (Côte d'Ivoire) depuis 1981
- Alger (Algérie) depuis 2005
- Alta Floresta (Brésil) depuis 1995
- Amman (Jordanie) depuis 1997
- Asuncion (Paraguay) depuis 1998
- Bamako (Mali) depuis 2000
- Barcelone (Espagne) depuis 1985
- Budapest (Hongrie) depuis 2000
- Buenos Aires (Argentine) depuis 1999
- Chicago (États-Unis) depuis 2005
- Cluj-Napoca (Roumanie) depuis 2000
- Coimbra (Portugal) depuis 1997
- Cordoue (Espagne) depuis 2001
- Damas (Syrie) depuis 1999
- Erevan (Arménie) depuis 1999
- Funchal (Portugal) depuis 1998
- Góis (Portugal) depuis 2000
- La Havane (Cuba) depuis 1997
- La Paz (Bolivie) depuis 1999
- La Plata (Argentine) depuis 1988
- Lima (Pérou) depuis 2002
- Leiria (Portugal) depuis 1996
- Lisbonne (Portugal) depuis 1995
- Luanda (Angola) depuis 1993
- Macao (Chine) depuis 1999
- Mendoza (Argentine) depuis 1998
- Milan (Italie) depuis 1962
- Montevideo (Uruguay) depuis 2001
- Naha (Japon) depuis 1998
- Ningbo (Chine) depuis 2002
- Osaka (Japon) depuis 1985
- Paris (France) depuis 2004
- Pékin (Chine) depuis 1999
- Presidente Franco (Paraguay) depuis 1994
- Saint-Jacques-de-Compostelle (Espagne) depuis 2000
- San Cristóbal de La Laguna (Espagne) depuis 1990
- Santiago du Chili (Chili) depuis 1998
- Séoul (Corée du Sud) depuis 1997
- Shanghai (Chine) depuis 1988
- Sydney (Australie) depuis 1997
- Tel Aviv (Israël) depuis 2004
- Toronto (Canada) depuis 1999

## Particularités de São Paulo
- São Paulo est la dixième des villes les plus chères au monde.[citation nécessaire]
- São Paulo est la plus grande ville de l'hémisphère sud.
- São Paulo est surnommée la capitale des Italiens (plus grande communauté italienne du monde, 6 millions dans une seule ville, la plus grande ville d'Italie est Milan avec 4 300 000 habitants).
- La ville a été classée la quatrième ville au monde où les personnes sont les plus gentilles (Reader's Digest).
- São Paulo possède la plus grande flotte d'hélicoptères au monde.
- São Paulo a le cinquième plus grand jardin zoologique du monde.
- São Paulo possède un des plus grands centres spirites du monde[44].
- La rue Oscar Freire est une des huit plus luxueuses du monde, selon le magazine Mistery Shopping International.
- Actuellement, le plat le plus consommé dans la ville est la pizza, en concurrence avec New York, avec une production de 1 million d'unités chaque jour.
- En septembre 2006, une loi interdit toute publicité extérieure dans les rues de São Paulo, et restreint la taille des enseignes des magasins[45]. Cela dégage le paysage urbain, mais certains s'inquiètent de l'impact de la mesure sur la liberté d'expression, notamment en matière politique[46].
- La pichação est une forme de graffiti spécifique à cette ville, moyen d'expression de certains jeunes défavorisés qui vont jusqu'à recouvrir des immeubles entiers de leur signature et messages.